# Los Pueblos Más Bonitos de España

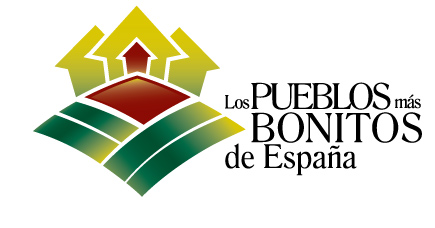
Logotipo de la asociación

Los Pueblos más Bonitos de España es una asociación española creada en el año 2011 para promocionar, difundir, fomentar y preservar el patrimonio cultural, natural y rural en áreas geográficas con menor nivel de industrialización y población.
Se trata de una herramienta de difusión cultural basada en el modelo francés de «Les Plus Beaux Villages de France» y difundida a nivel internacional desde 1982. Su objetivo es, según sus estatutos:

La asociación tiene los siguientes fines: fomentar, difundir y preservar el patrimonio cultural, natural y rural, sensibilización y educación hacia el respeto de los valores del patrimonio rural, fomento del turismo cultural, promoción de zonas geográficas con menor nivel de industrialización, reducción de desequilibrios territoriales y poblacionales, con respeto de la diversidad cultural de las distintas nacionalidades y sus correspondientes lenguas.

Esta asociación diseñó una imagen de marca como ayuda para favorecer el reconocimiento de los destinos turísticos de calidad y el intercambio de ideas entre sus miembros así como las iniciativas que pudieran servir para impulsar la promoción de sus municipios. 

## Antecedentes
En el año 1982 nació en Francia la asociación «Les Plus Beaux Villages de France», que fue la primera red de esta índole creada en el mundo. En julio de 2025 la asociación francesa contaba con 182 miembros adheridos.
A raíz del éxito que tuvo esta iniciativa, empezaron a desarrollarse nuevas redes en otros países del mundo, siendo los países francófonos o regiones francófonas las primeras en seguir los pasos de la asociación francesa.
- En 1994 nace Los Pueblos más Bonitos de Valonia (Bélgica).
- En 1998 Los Pueblos más Bonitos de Quebec (Canadá)
- En 2001 Los Pueblos más Bonitos de Italia.
- En 2005 Los Pueblos más Bonitos de Japón.
- En 2011 Los Pueblos más Bonitos de Sajonia (Alemania).
- En 2014 Los Pueblos más Bonitos de Rusia.
- En 2015 Los Pueblos más Bonitos de Suiza.
- En 2016 Los Pueblos más Bonitos de Líbano.

Así mismo, el 8 de julio de 2012 se creó en Gordes (Francia) la Federación internacional de las asociaciones de los Pueblos más Bonitos. Esta federación tiene el nombre de Los Pueblos más Bonitos de la Tierra (Les plus beaux villages de la Terre). Esta federación está integrada por las asociaciones de Francia, Italia, Valonia, Quebec y Japón. Está previsto en sus estatutos que las nuevas asociaciones nacionales se integren en la federación automáticamente después de cinco años de funcionamiento.

## Criterios de admisión

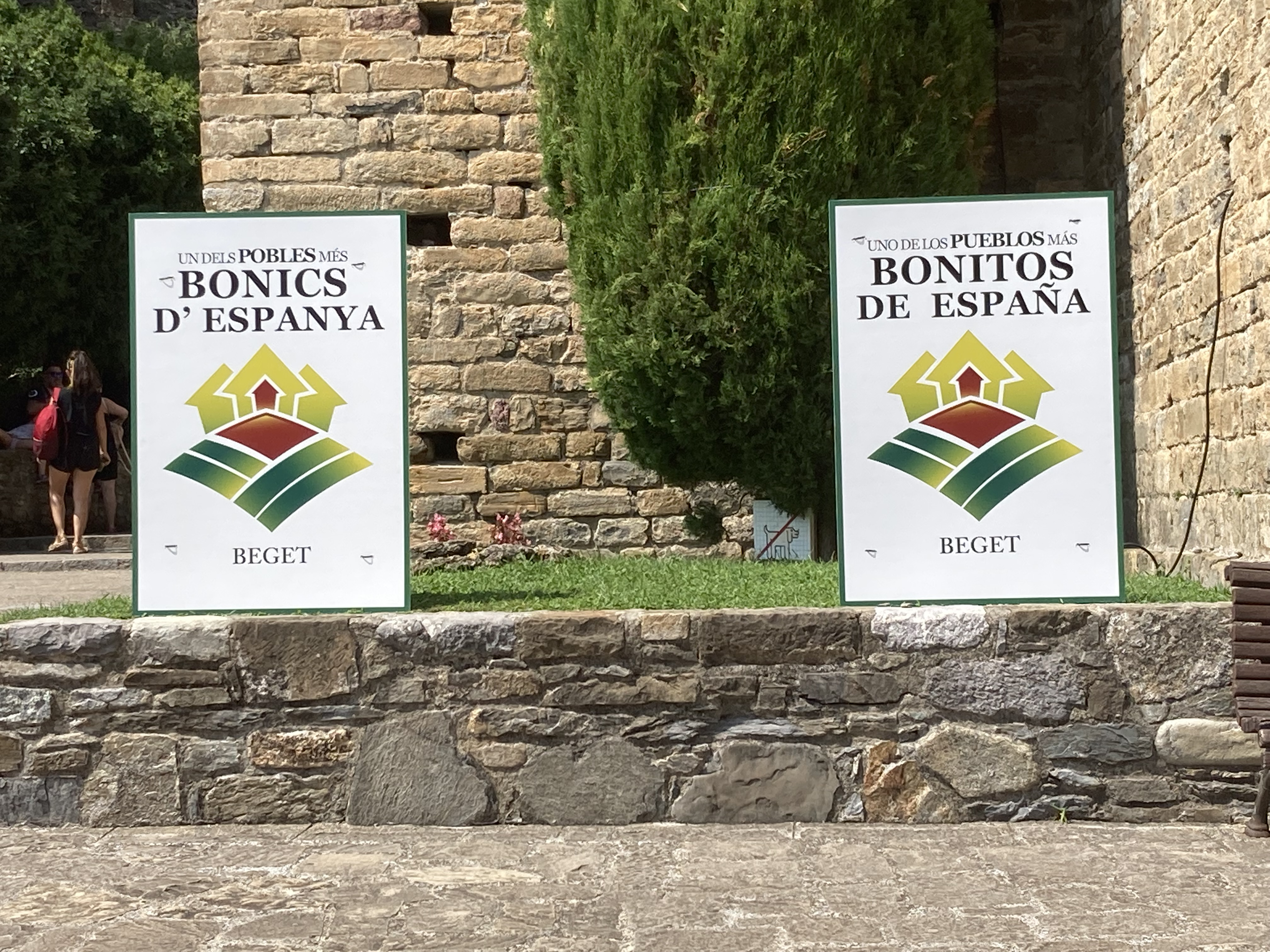
Cartel en Beget (Gerona)

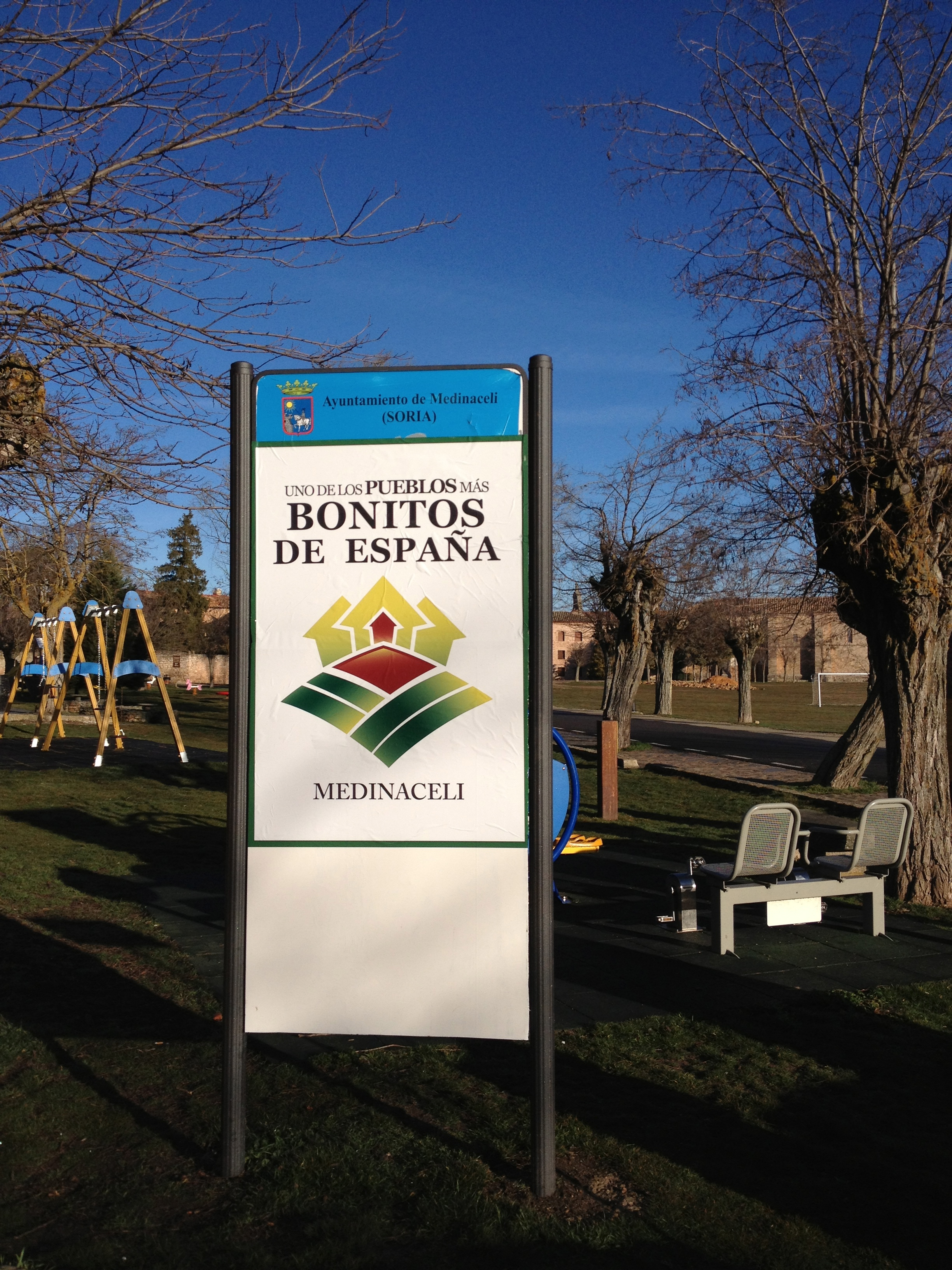
Cartel en Medinaceli (Soria)

Los criterios para la admisión de un nuevo pueblo están expuestos en la carta de calidad de la asociación. Para unirse a dicha entidad, un pueblo ha de solicitar en primer lugar el acuerdo del pleno municipal o junta de gobierno. Una vez recibida esta solicitud por parte de la asociación, se inicia el proceso de instrucción de la candidatura valorando los siguientes criterios:
1. Tener una población menor de 15 000 habitantes (en poblaciones mayores de 5000 habitantes la asociación contempla solamente un casco histórico en perfectas condiciones). Aunque algunas de estas localidades sean jurídica y/o históricamente ciudades, como es el caso de Trujillo, El Burgo de Osma, Mondoñedo o Ciudad Rodrigo.
2. Tener un patrimonio arquitectónico o natural certificado.

Después de superar estos dos puntos, se realiza una auditoría del pueblo por personal de la comisión de calidad designada a tal efecto donde se valorarán los aspectos especificados en la Carta de Calidad. Ello implica superar los criterios mínimos de calidad en aspectos tan variados como la limpieza, conservación de las fachadas, circulación de vehículos o si tienen o no un lugar destinado al aparcamiento de éstos, el cuidado de flores y zonas verdes, el tratamiento de las insignias publicitarias y carteles, etc.
Una vez superada esta auditoría, se emite el veredicto que puede ser positivo o positivo a condición de mejorar aspectos importantes en el pueblo o negativo.
Si el veredicto es positivo, el pueblo será rotulado en sus entradas correspondientes como "Uno de Los más Bonitos de España" junto al logotipo de la asociación y a partir de ese momento tendrá el derecho de uso del sello Los Pueblos más Bonitos de España para ser utilizado conforme a los valores de la asociación.
Un pueblo puede ser re-auditado en los años siguientes a su adhesión con el fin de que demuestre que continúa con una política en favor de los valores como la conservación del patrimonio, la promoción, la renovación de las fachadas, etc. Un pueblo puede perder la marca de "Uno de los pueblos más Bonitos de España" si no sigue cumpliendo con los valores iniciales de la asociación o de su carta de calidad.

### Carta de calidad
La carta de calidad es el instrumento que sirve para que un pueblo pueda ser auditado desde un punto de vista objetivo y además en ella se reflejan todos los aspectos que tendrá en cuenta la comisión de calidad a la hora de hacer la valoración del pueblo. Los ítems que se valoran son los siguientes:
- Calidad urbanística: se valoran los accesos al pueblo, la morfología y la dimensión del pueblo o del casco histórico valorado.
- Calidad arquitectónica: se valora la armonía y homogeneidad de los edificios, fachadas, colores de las fachadas, aperturas, etc.

Además de estos aspectos puramente técnicos, la carta de calidad especifica que el pueblo debe desarrollar una política mediante hechos concretos de valores, desarrollo, promoción y cuidado de su patrimonio donde se tendrán en cuenta los siguientes aspectos:
- Valores: se valora el cerrado parcial o total del tráfico dentro del casco antiguo, así como la organización de aparcamientos en el exterior del pueblo para coches y caravanas. El tratamiento estético de las líneas de luz y teléfono, los carteles publicitarios, la existencia de flores, la limpieza o la renovación de fachadas.
- Desarrollo: se evalúa el conocimiento de turistas que visitan al año el pueblo y la presencia de comercios, alojamiento, artesanos y restauración.
- Promoción: del mismo modo, la existencia de un punto de información turística, la organización de visitas guiadas o la edición de folletos y guías
- Animación: es importante la organización de eventos originales y de calidad, ya sean fiestas o eventos culturales y la existencia de lugares propios para que éstos se puedan desarrollar.

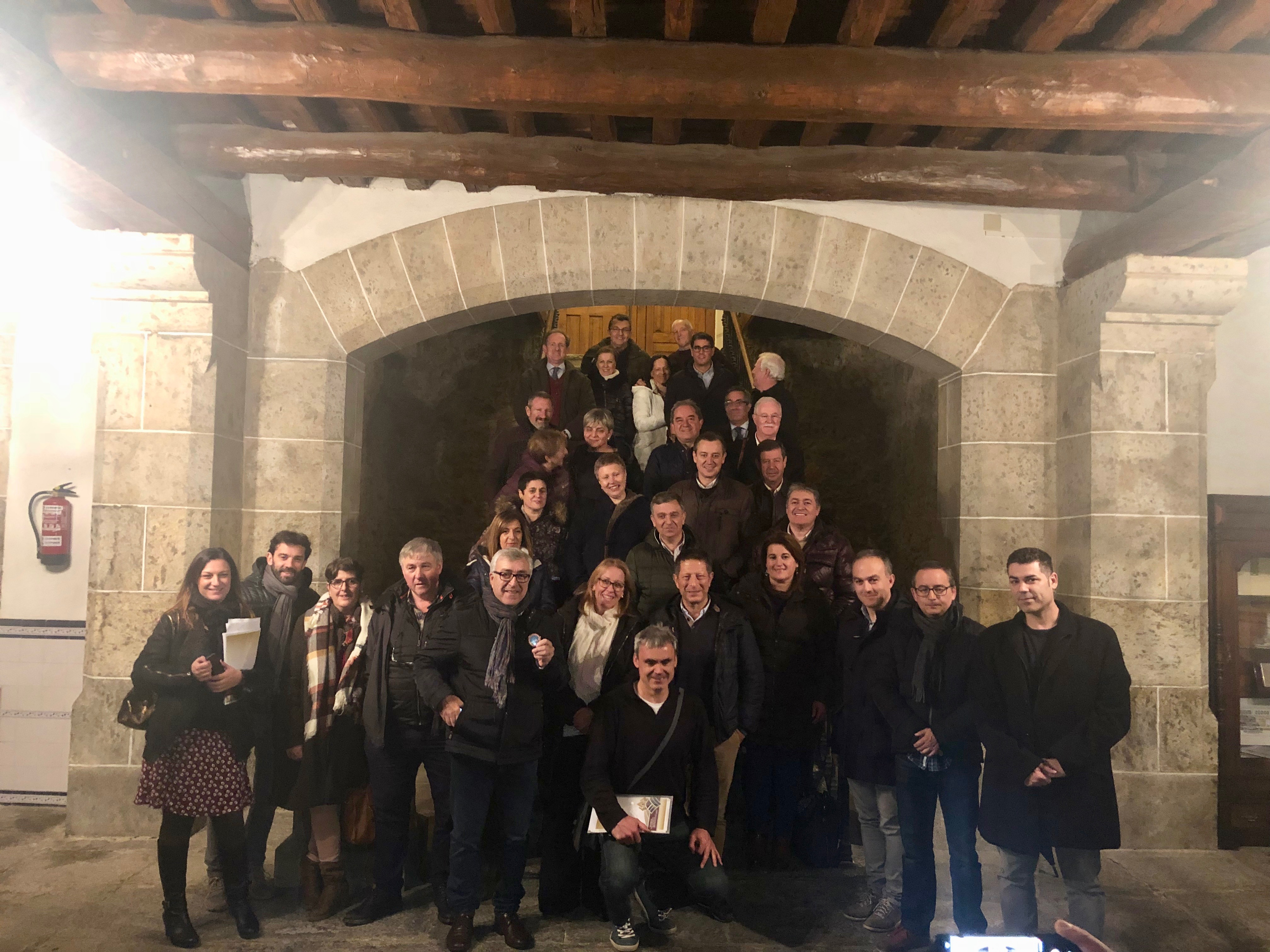
Asamblea Nacional 2018 LPMBE

## Asamblea nacional

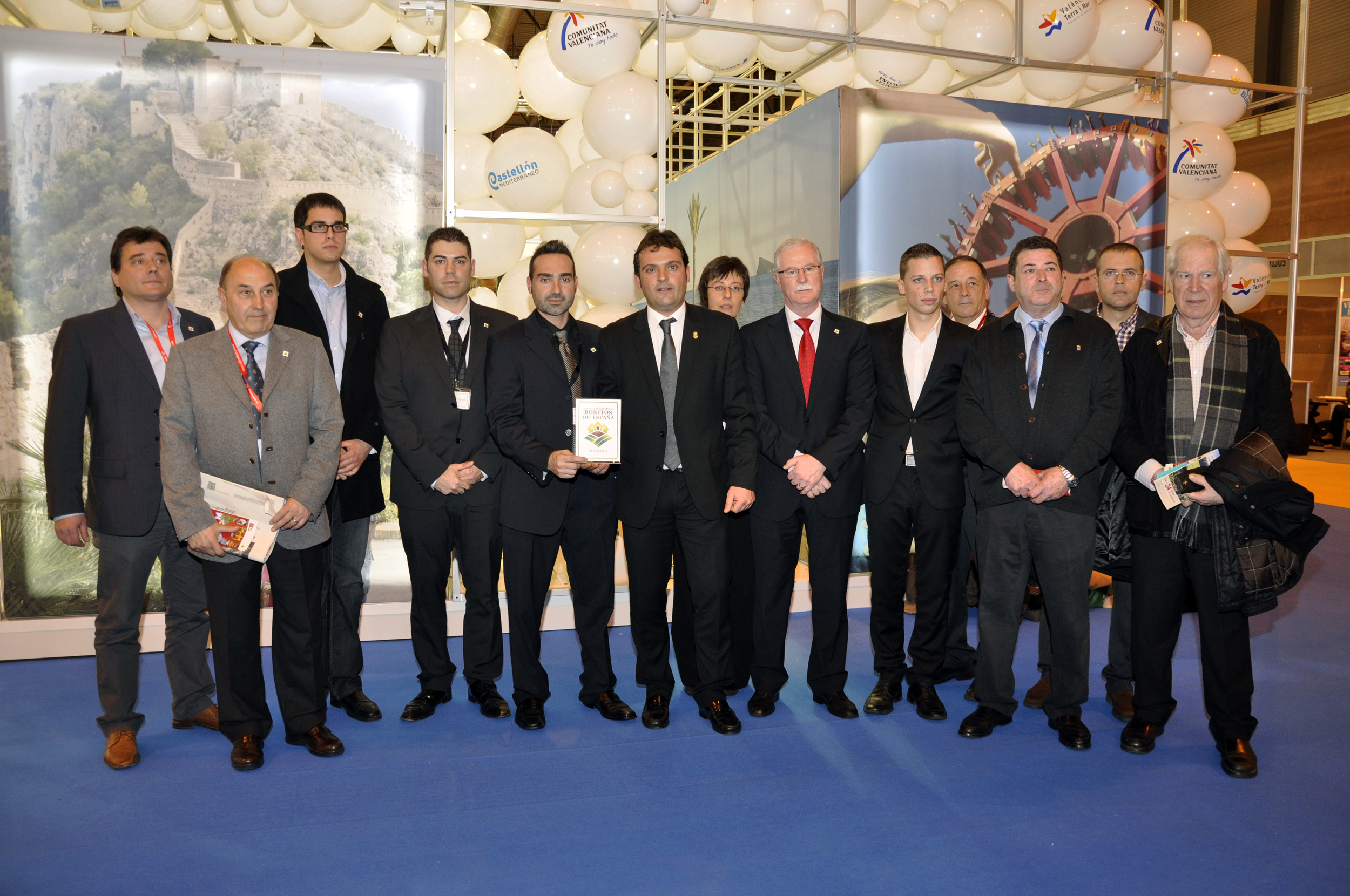
Alcaldes y concejales de la red Los Pueblos Pueblos más Bonitos de España asistentes a FITUR (enero de 2013)

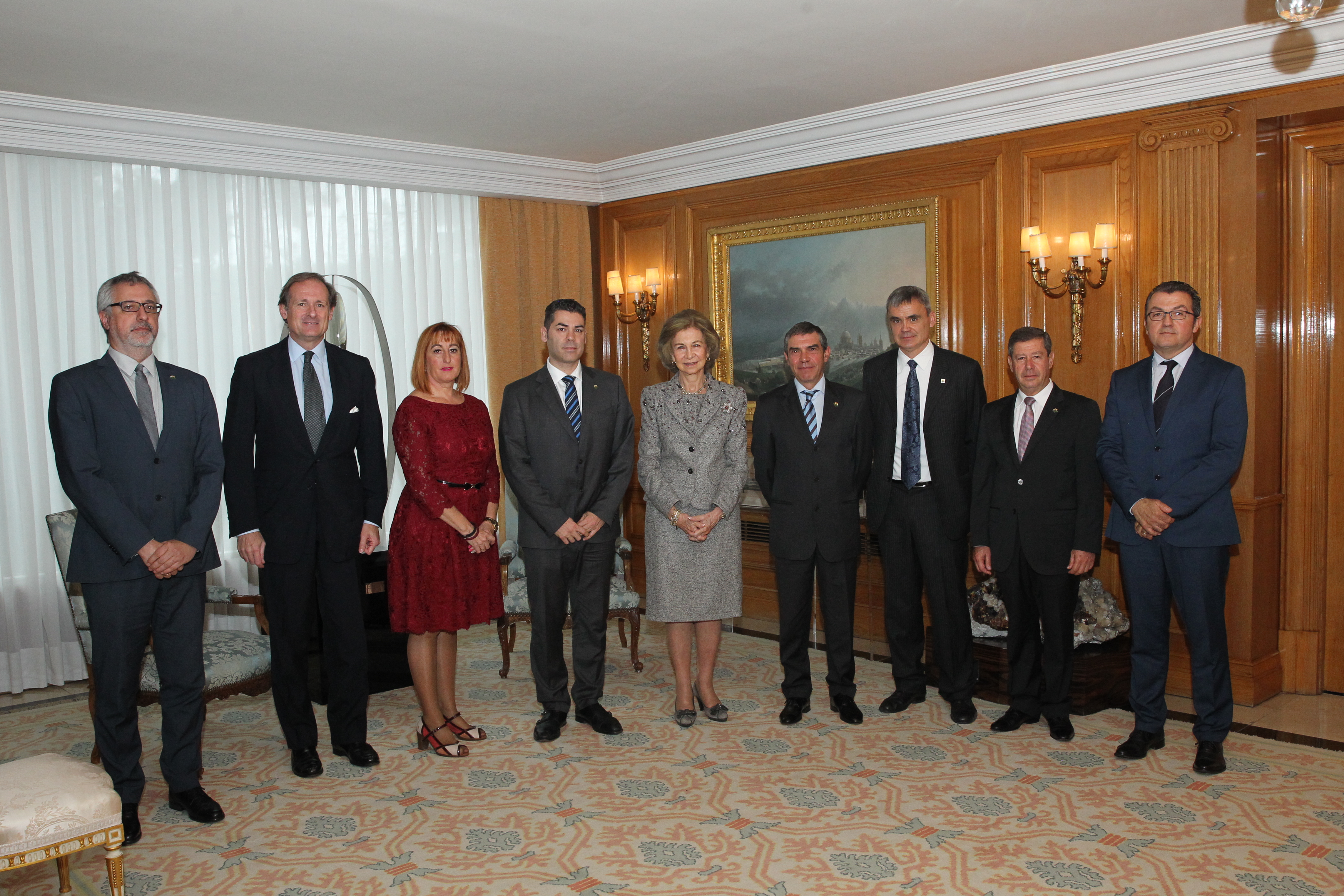
Recepción de los representantes de Los Pueblos más Bonitos de España por S.M. la Reina Sofía en el Palacio de la Zarzuela (Madrid)

Una vez al año rotativamente, se reúnen en uno de los pueblos más bonitos de España, en asamblea, todos los alcaldes integrantes de la red. En esta asamblea se deciden asuntos relativos al desarrollo de los pueblos, se intercambian experiencias y se llegan a acuerdos en cuanto a políticas de valor, promoción y desarrollo de dichos pueblos.

## Día oficial de Los Pueblos más Bonitos de España
En la asamblea de Ayllón (Segovia), en 2014, los alcaldes de los municipios que integraban la asociación declararon el día 1 de octubre como el día de Los Pueblos más Bonitos de España, que coincide con el día de fundación de la asociación. Este día todos los alcaldes de los pueblos asociados izan la bandera de Los Pueblos más Bonitos de España y las actividades culturales y turísticas son gratuitas en cada uno de los pueblos. Este día pretende reivindicar el cuidado del patrimonio y las costumbres ancestrales de los pequeños pueblos de España.
La celebración se pasa al primer fin de semana de octubre y se celebra en uno de los pueblos que han entrado en la asociación en los últimos 12 meses.

## Pueblos adheridos

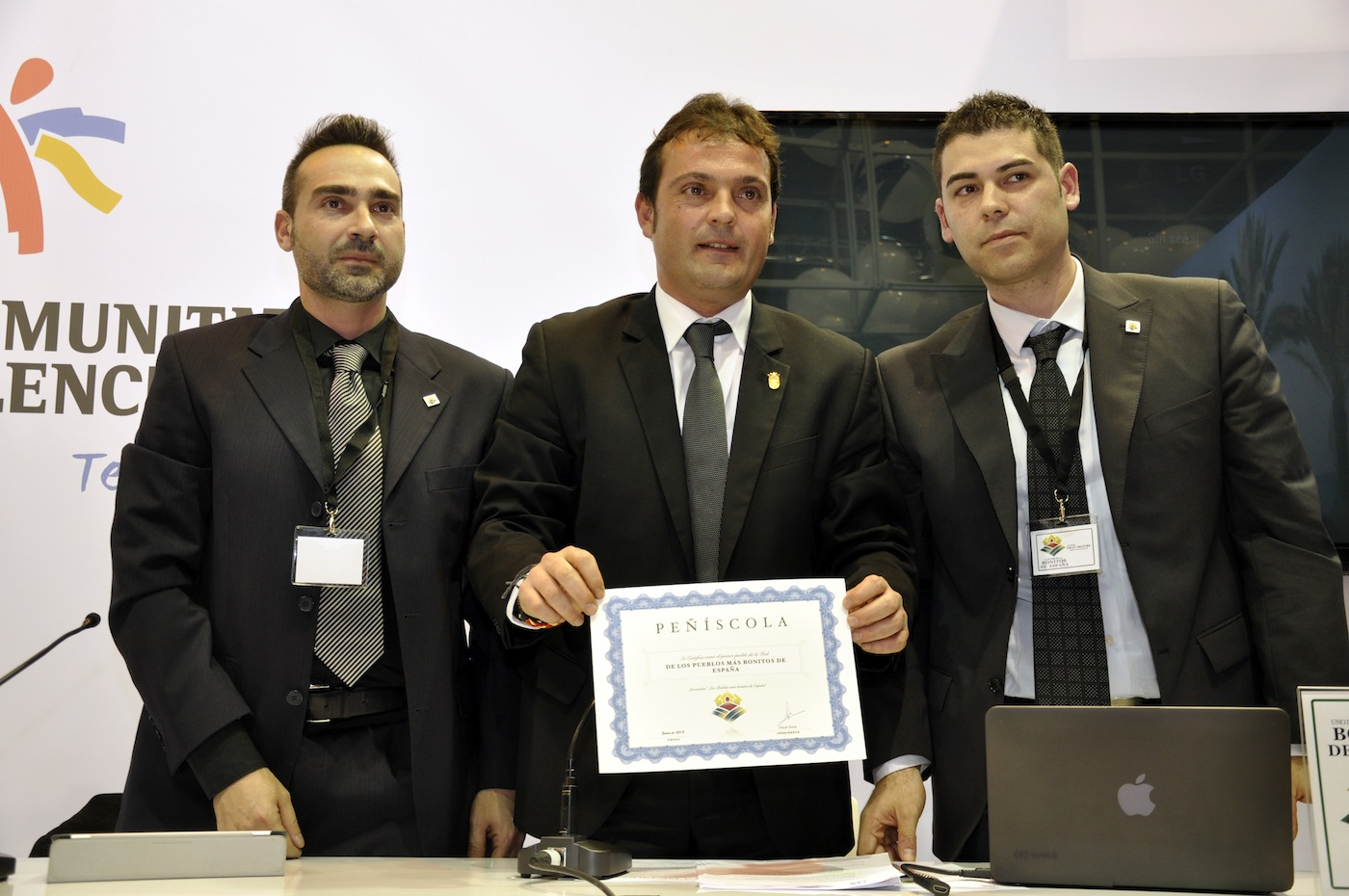
Alcalde de Peñíscola (Castellón) con directivos de la asociación, recibiendo la distinción como primer pueblo en formar parte de la red de Los Pueblos más Bonitos de España. 30 de enero de 2013.

El 30 de enero de 2013 se presentó en Madrid, en rueda de prensa, dentro de la Feria Internacional de Turismo (FITUR) a los 14 primeros pueblos que forman parte de la red de «Los Pueblos más Bonitos de España», siendo Peñíscola (Castellón) el pueblo precursor.
En julio de 2013 Santillana del Mar (Cantabria), Salorino (Cáceres) y La Cala de Mijas (Málaga) se adhirieron a la asociación, y en enero de 2014, se adhieren otros 9 pueblos.
A continuación se detalla la lista de los 35 pueblos pertenecientes a la red en enero de 2015:
En enero de 2016 se añadieron las localidades de: Laguardia (Álava), Torazo (Asturias), Trujillo (Cáceres), Liérganes (Cantabria), Zuheros (Córdoba), Peñalba de Santiago (León), Ciudad Rodrigo (Salamanca), Sepúlveda (Segovia) y Sos del Rey Católico (Zaragoza).
En enero de 2017 se incorporaron las localidades de: Grazalema (Cádiz), Villanueva de los Infantes (Ciudad Real), Miranda del Castañar (Salamanca), Capileira (Granada), Caleruega (Burgos), Fornaluch (Baleares), Ujué (Navarra), Sajazarra (La Rioja), Chinchón (Madrid), Yanguas (Soria), Hita (Guadalajara), Covarrubias (Burgos) y Puebla de Sanabria (Zamora).
En enero de 2018 se incorporaron las localidades de: Castro Caldelas (Orense), Bubión (Granada), Zahara de la Sierra (Cádiz), Almonaster la Real (Huelva), Guadalupe (Cáceres), Mondoñedo (Lugo), Lerma (Burgos), Segura de la Sierra (Jaén), Mirambel (Teruel), Briones (La Rioja) y Ledesma (Salamanca).
En enero de 2019 se incorporaron las localidades de: Bonilla de la Sierra (Ávila), Bagerque (Lérida), Roda de Isábena (Huesca), Viniegra de Arriba (La Rioja), Viniegra de Abajo (La Rioja), Potes (Cantabria), Carmona (Cantabria), Tazones (Asturias), San Martín de Trevejo (Cáceres), Setenil de las Bodegas (Cádiz) y Níjar (Almería).
En diciembre de 2019 se incorporaron a la asociación: Alcudia (Baleares), Pollensa (Baleares), Atienza (Guadalajara), Pastrana (Guadalajara), Olivenza (Badajoz), Robledillo de Gata (Cáceres), Castellar de la Frontera (Cádiz), Mogrovejo (Cantabria), Culla (Castellón), Betancuria (Las Palmas), Ponte Maceira (La Coruña), Teguise (Las Palmas), Castrillo de los Polvazares (León), y Monteagudo de las Vicarías (Soria) Vinuesa (Soria).
En diciembre de 2020 se anunció la incorporación de once nuevos municipios para 2021: Bulnes (Asturias), Beget (Gerona), Molinaseca (León), Baños de la Encina (Jaén), Genalguacil (Málaga), Nuevo Baztán (Madrid), Valverde de la Vera (Cáceres), Agulo (Santa Cruz de Tenerife), Garachico (Santa Cruz de Tenerife), Roncal (Navarra) y Cudillero (Asturias).
Además, Trujillo (Cáceres) anunció ese año que abandonaba la asociación.
El 31 de diciembre de 2021, quedó oficializado que Puentedey (Burgos) sería el único municipio que se incorporaría en 2022 a la Red de Pueblos Más Bonitos de España, quedando incorporado a dicha entidad desde el 1 de enero de 2022.
En diciembre de 2022 se anunció la incorporación de seis nuevos municipios para 2023: Durro (Lérida), Artiés (Lérida), Garós (Lérida), Castrojeriz (Burgos), El Burgo de Osma (Soria) y Trevélez (Granada).
El 16 de diciembre de 2023 se anunciaron las localidades de: Ampudia (Palencia), Comillas (Cantabria), Parauta (Málaga), Trujillo (Cáceres) y Trevejo (Cáceres).
El 23 de noviembre de 2024 se anunciaron las localidades de: Llerena (Badajoz), Jerez de los Caballeros (Badajoz), La Fresneda (Teruel), Linares de Mora (Teruel), Berlanga de Duero (Soria) y Poza de la Sal (Burgos). Además también se decidió incorporar al municipio de Letur (Albacete), para apoyar la recuperación del mismo tras la DANA de 2024.
El 30 de diciembre de 2024 la asociación anuncia la expulsión de Pollensa de Los Pueblos más Bonitos de España a partir del año 2025.
Actualmente la asociación está formada por 122 pueblos. 

### Miembros

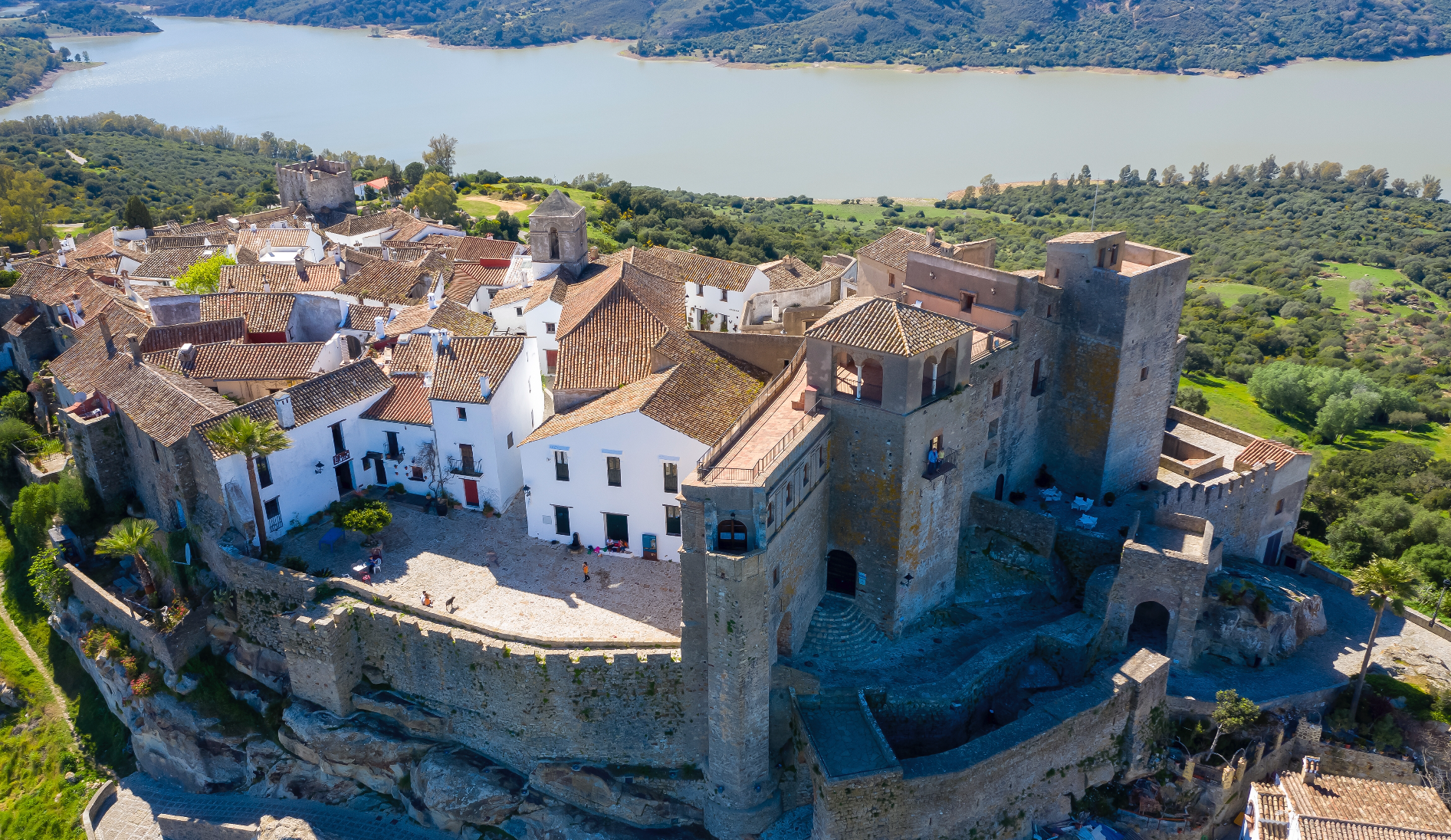
Castellar de la Frontera (Cádiz)

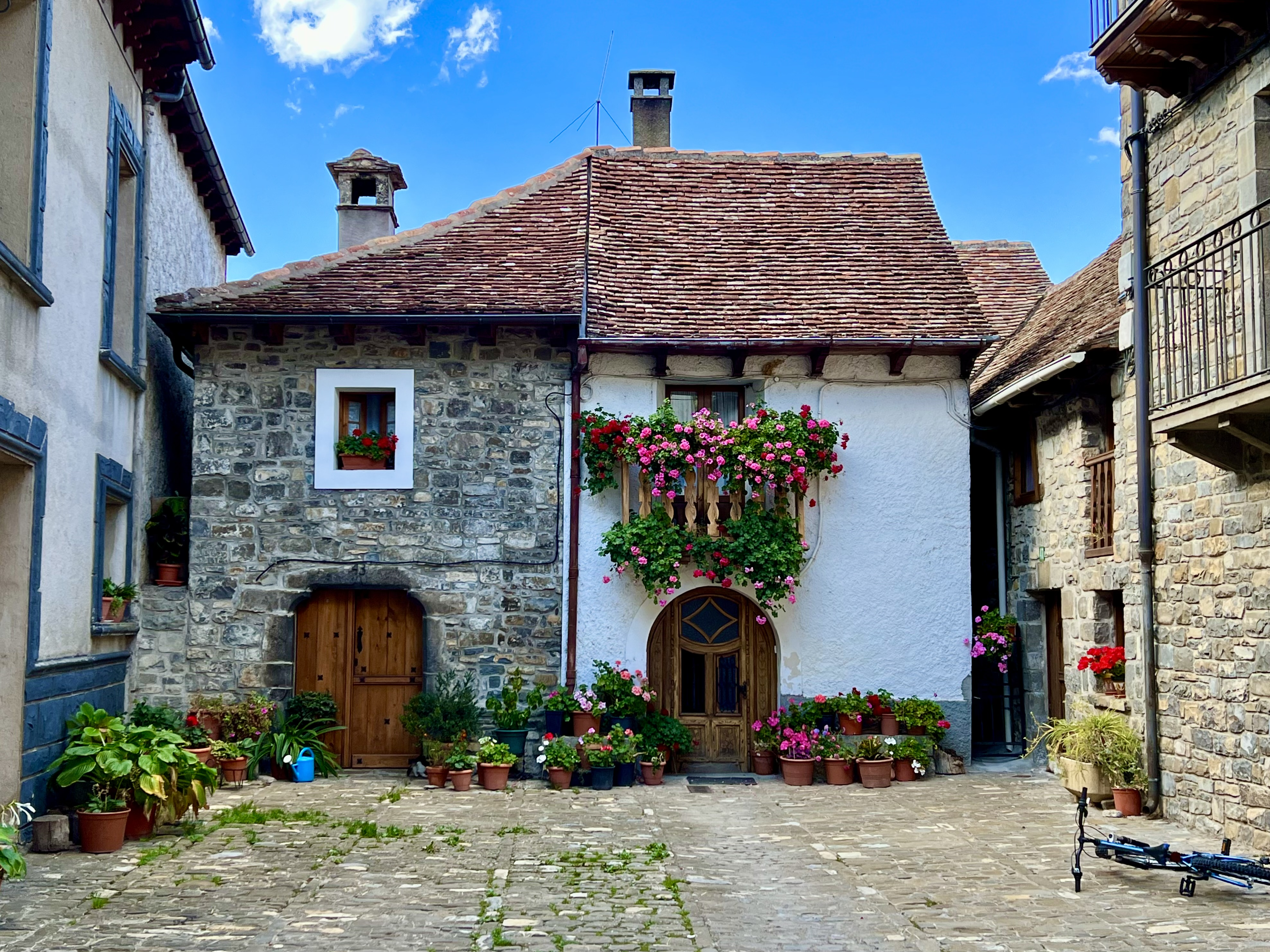
Ansó (Huesca)

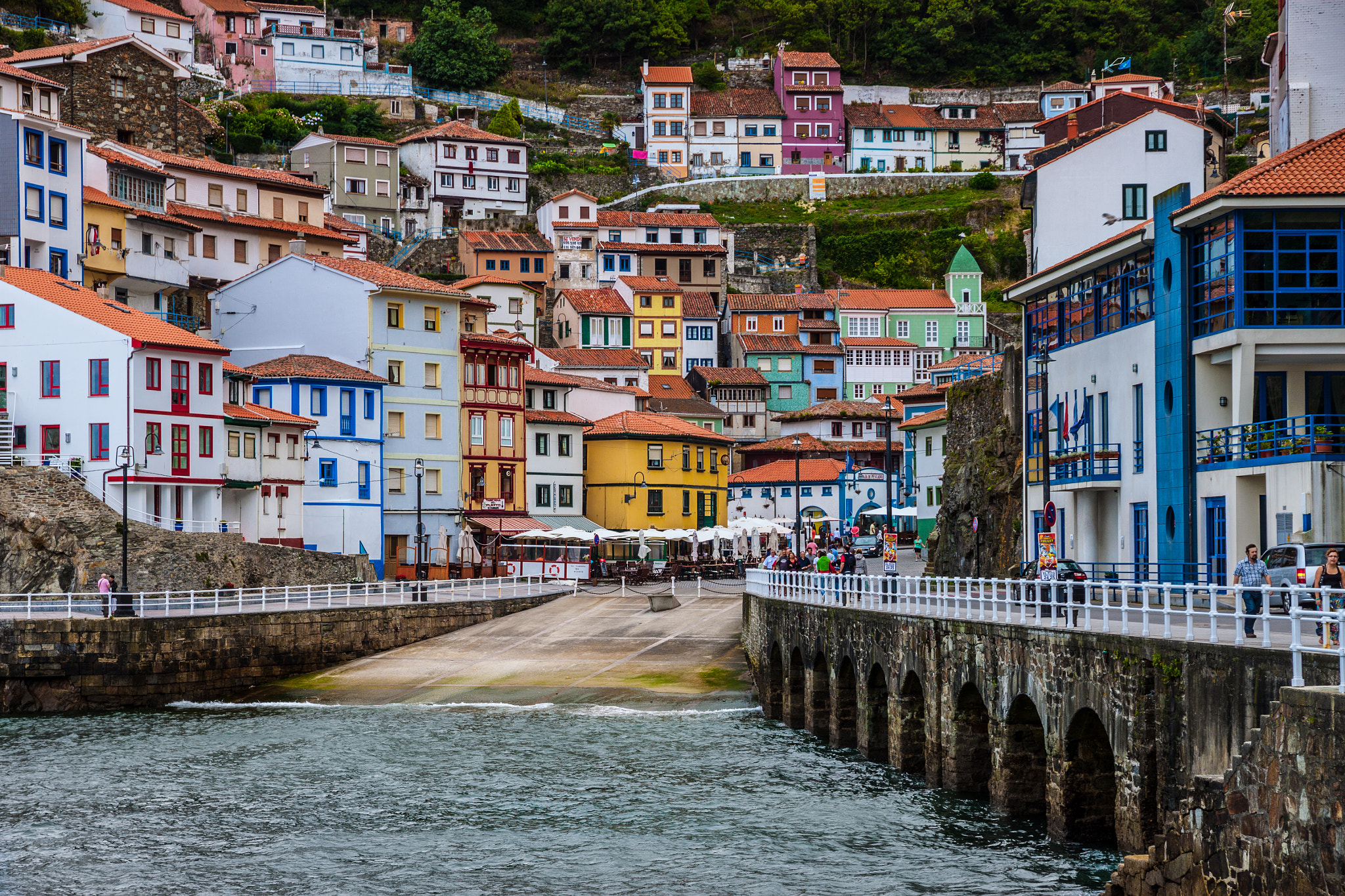
Cudillero (Asturias)

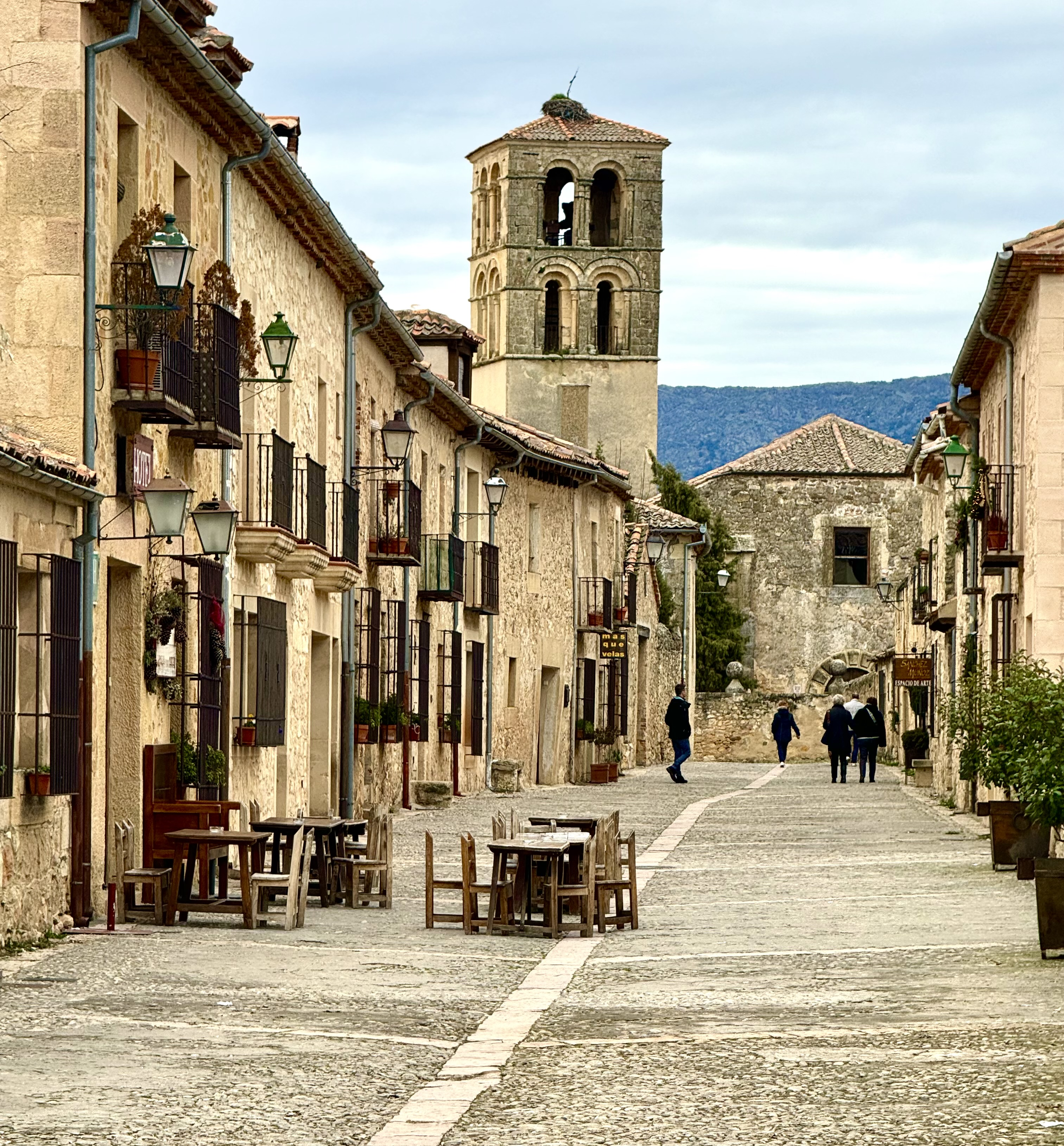
Pedraza (Segovia)

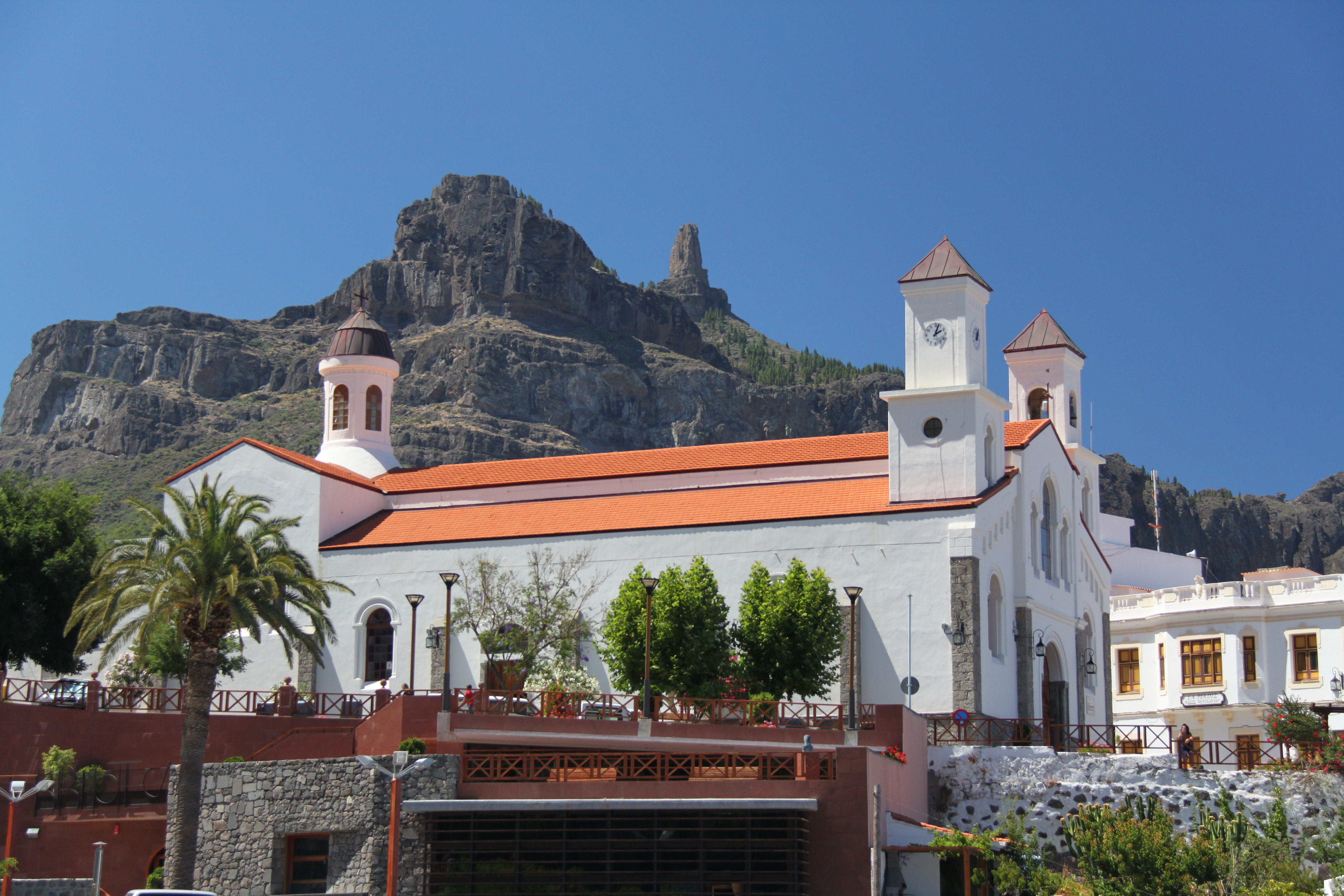
Tejeda (Gran Canaria)

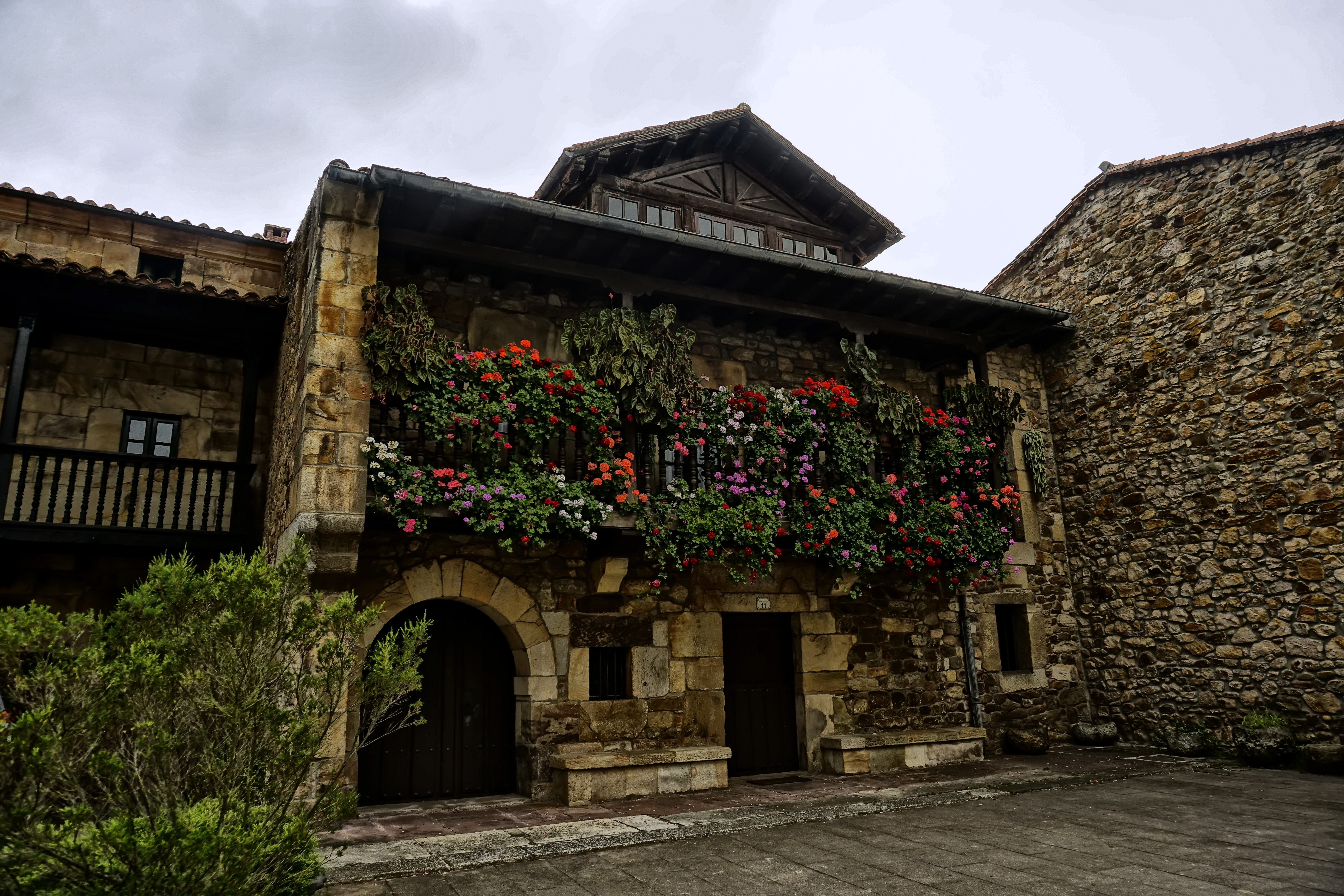
Liérganes (Cantabria)

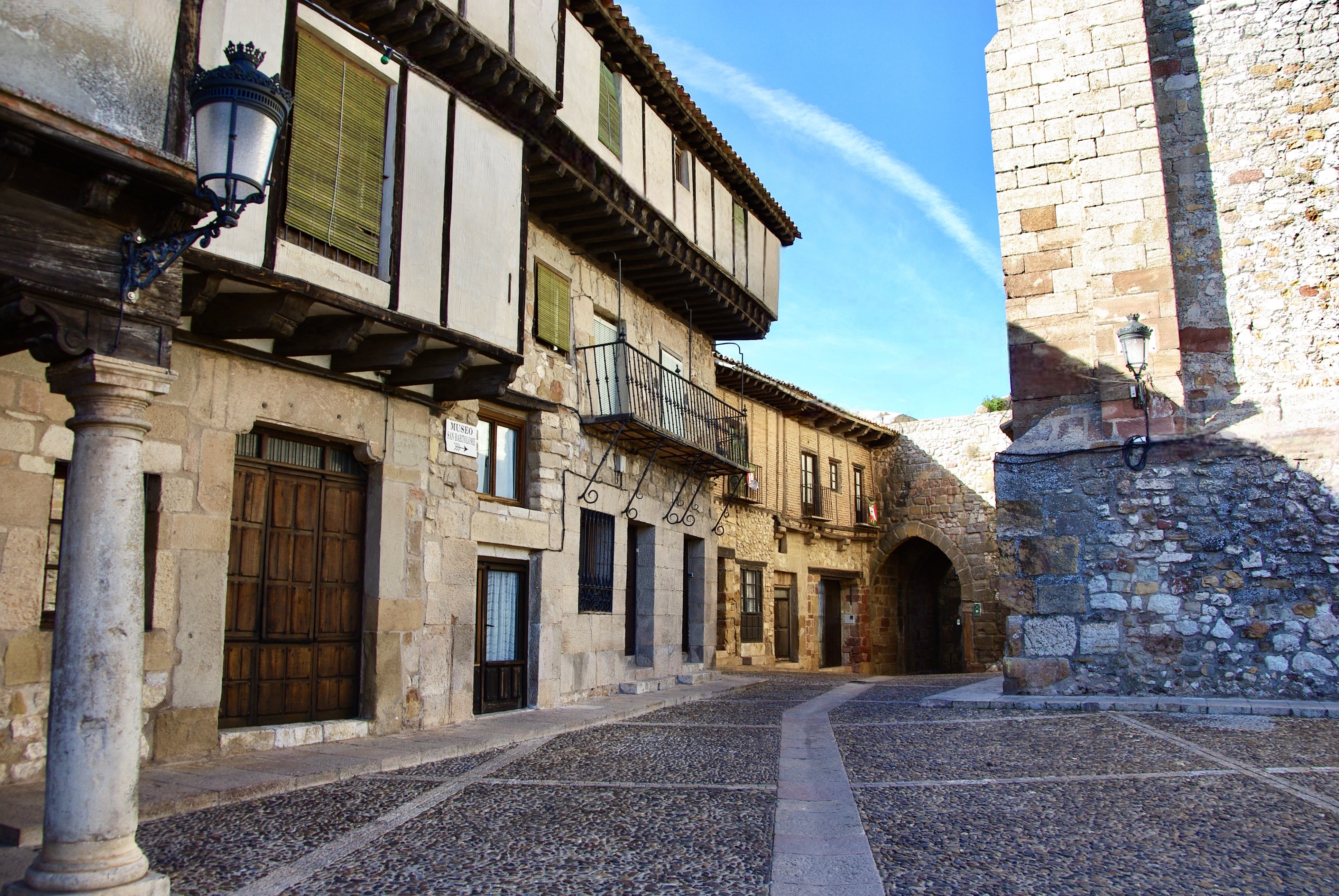
Atienza (Guadalajara)

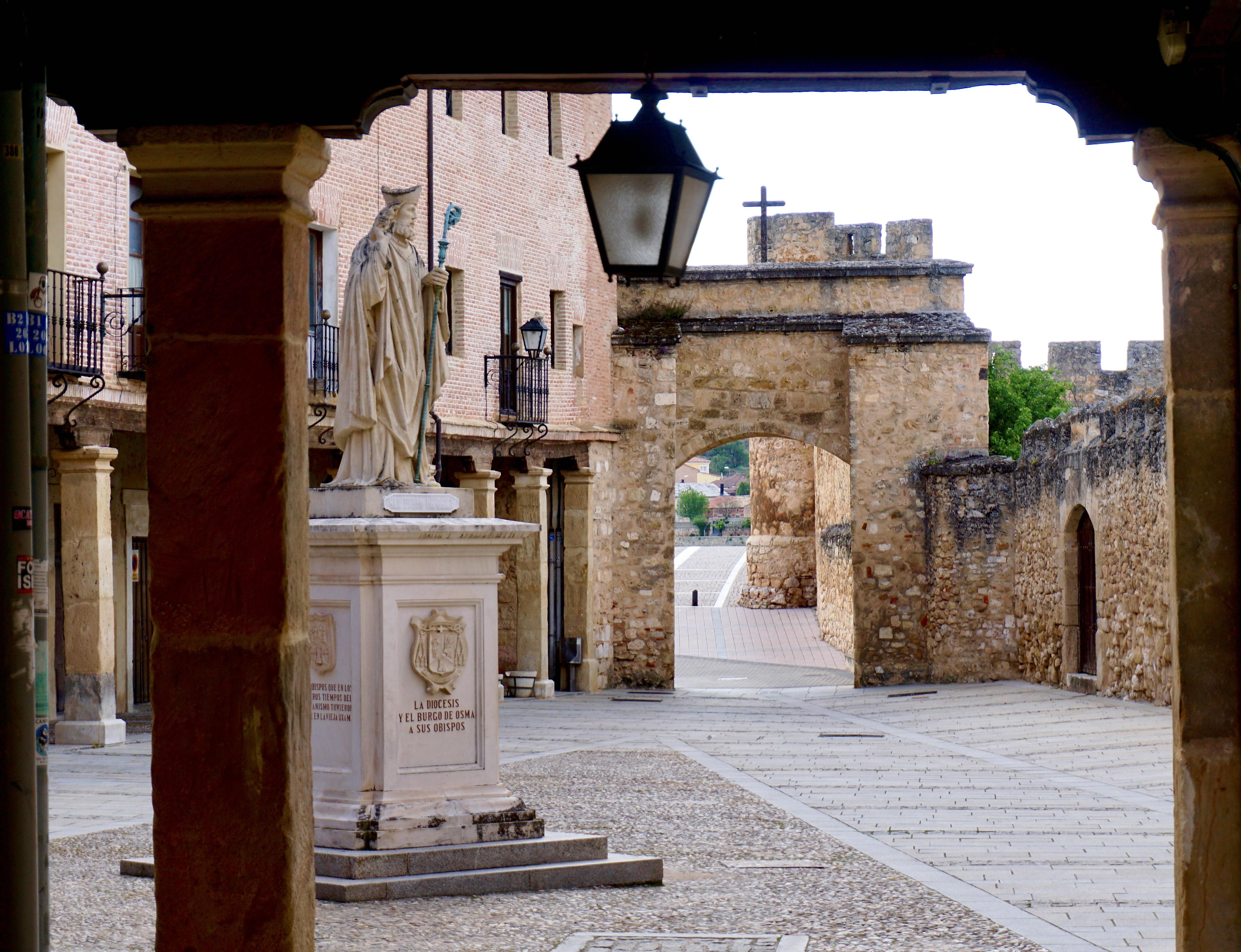
El Burgo de Osma (Soria)

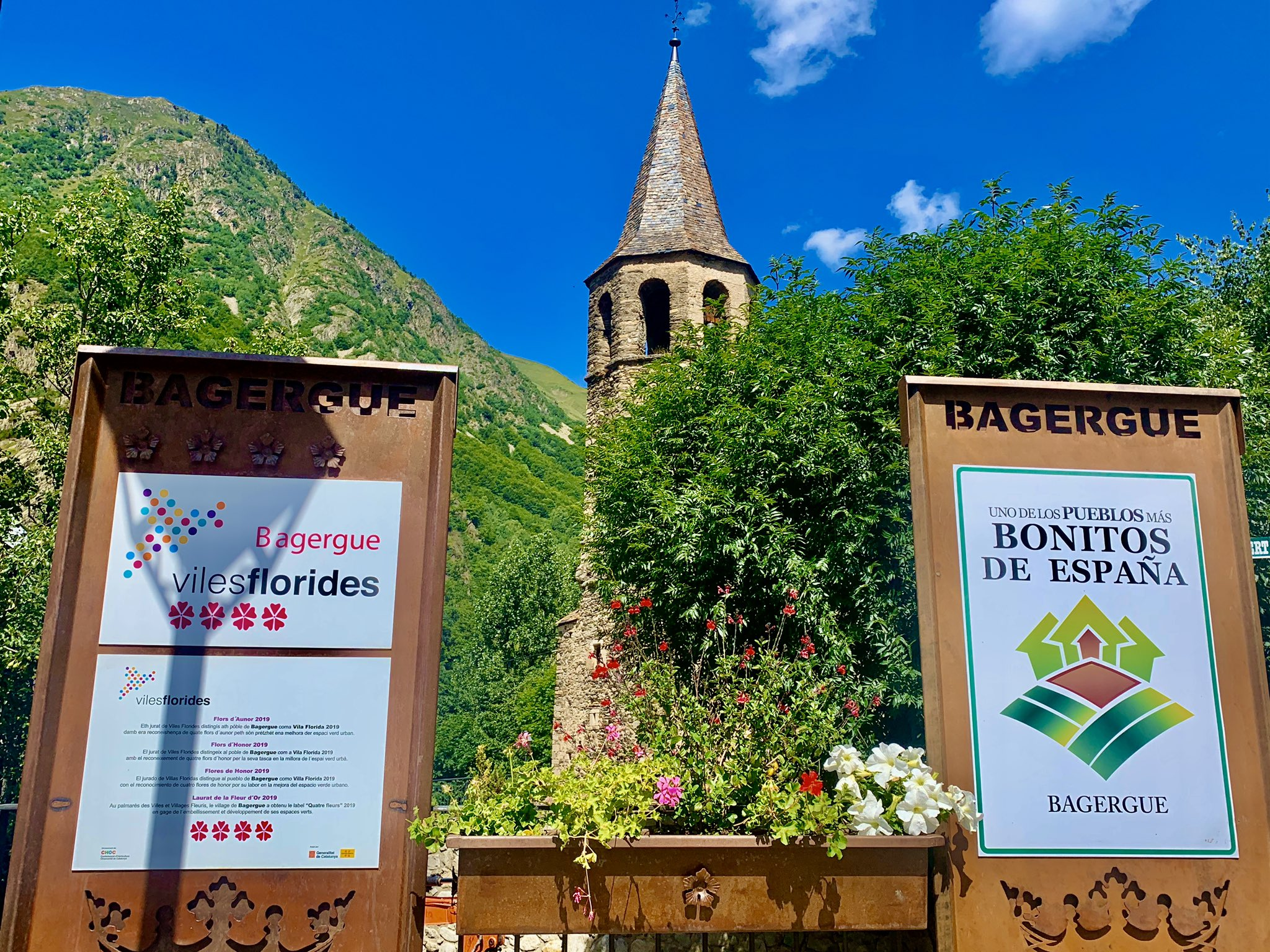
Bagerque (Lérida)

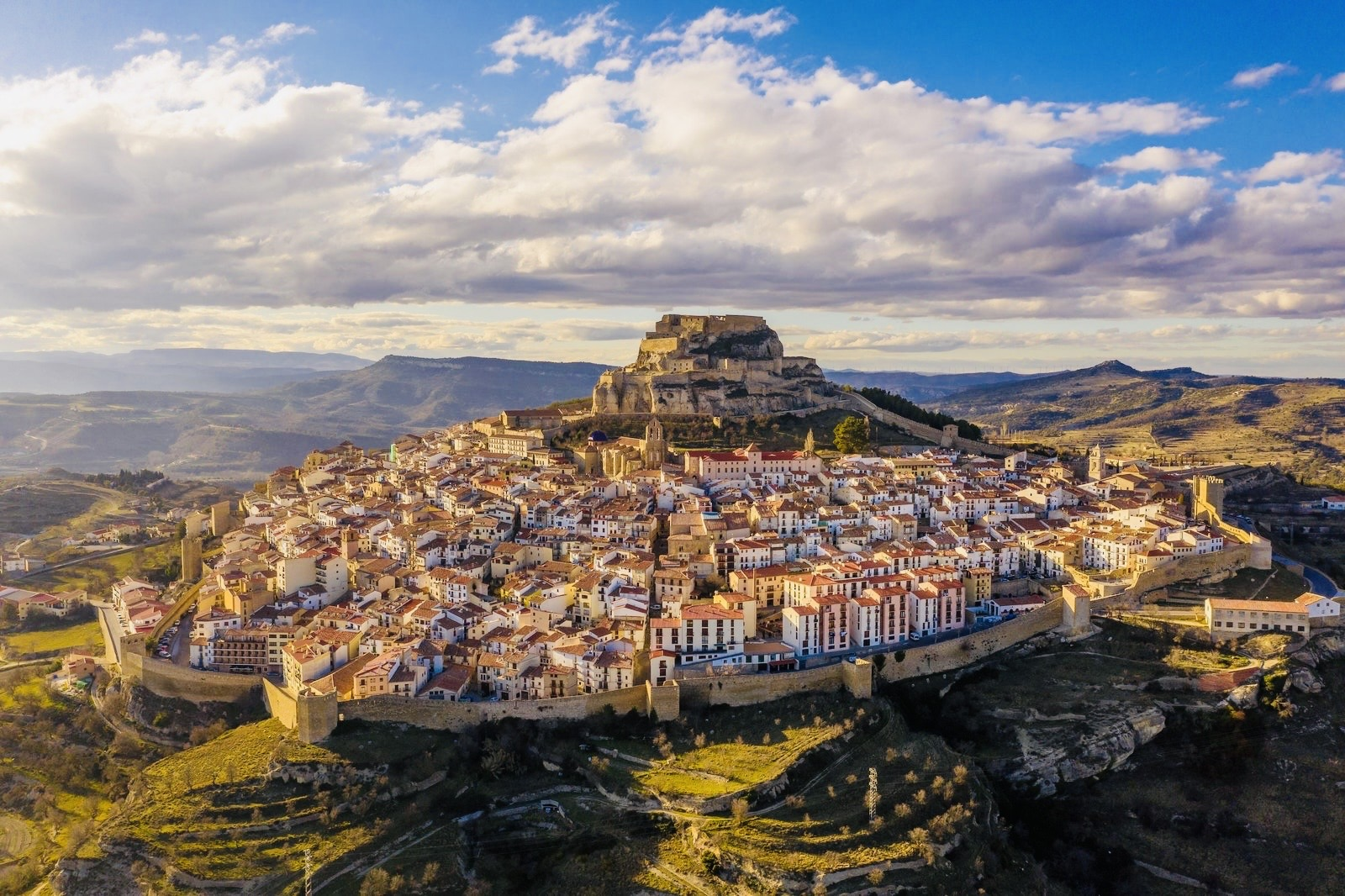
Morella (Castellón)

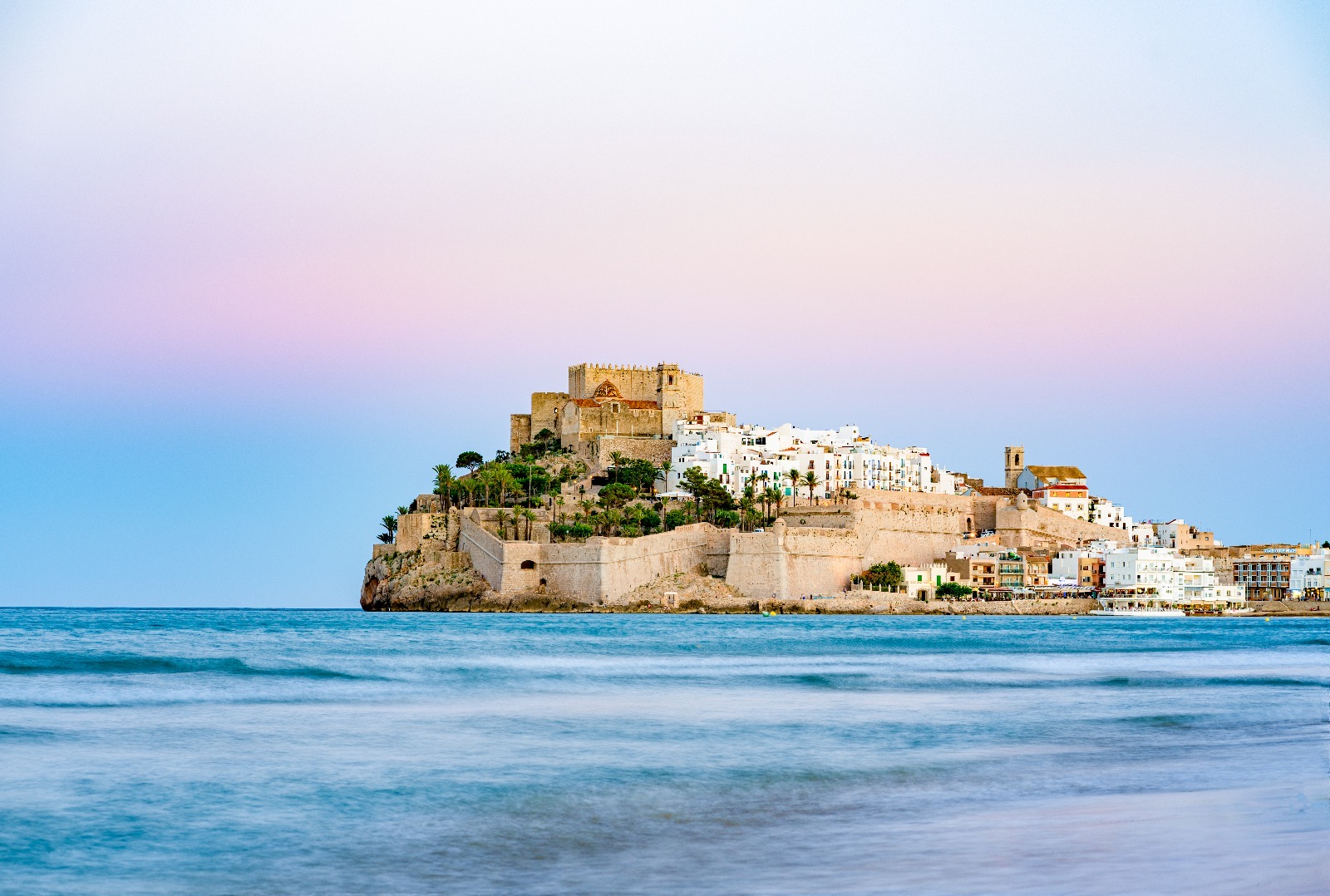
Peñíscola (Castellón)

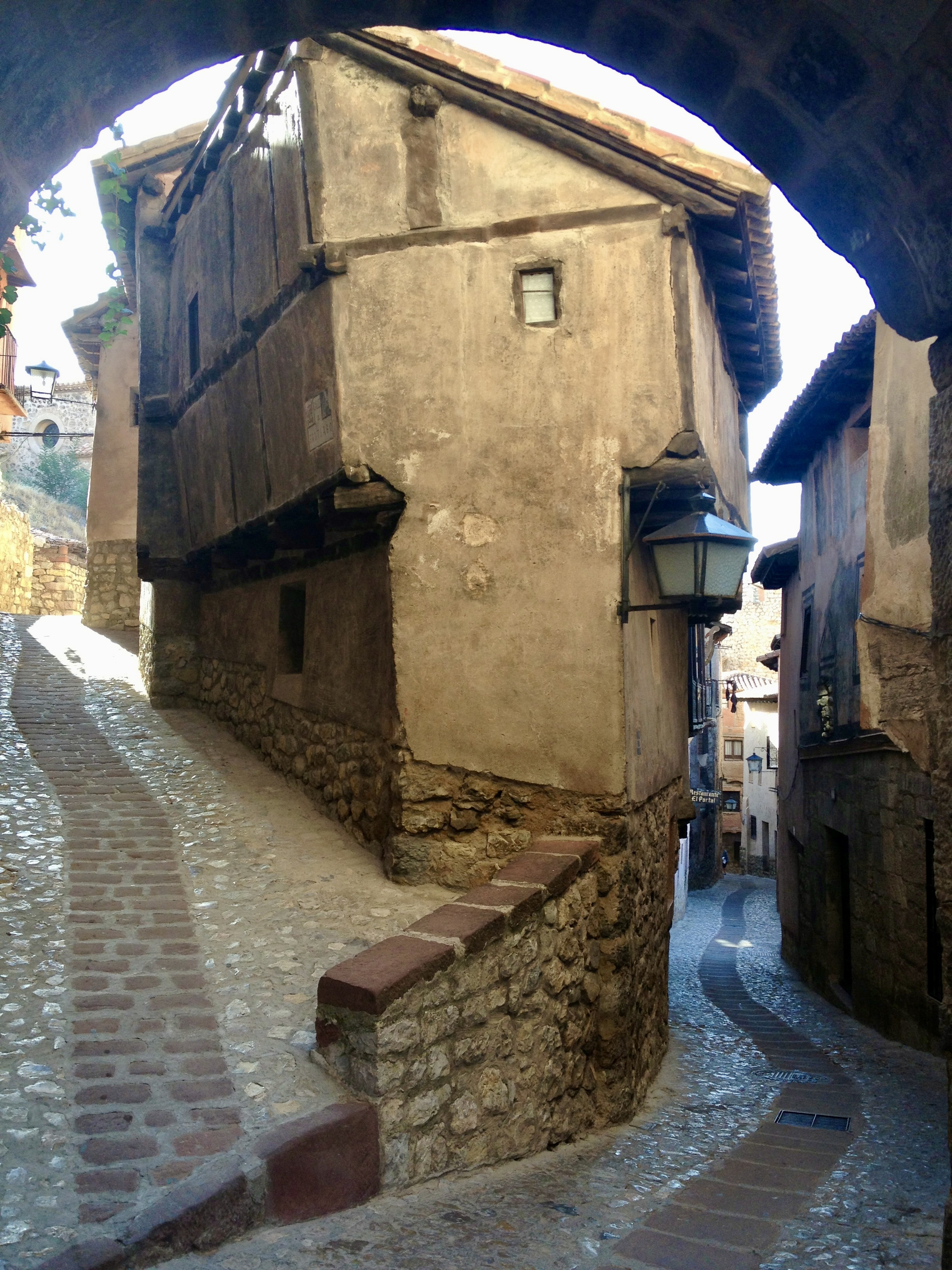
Albarracín (Teruel)

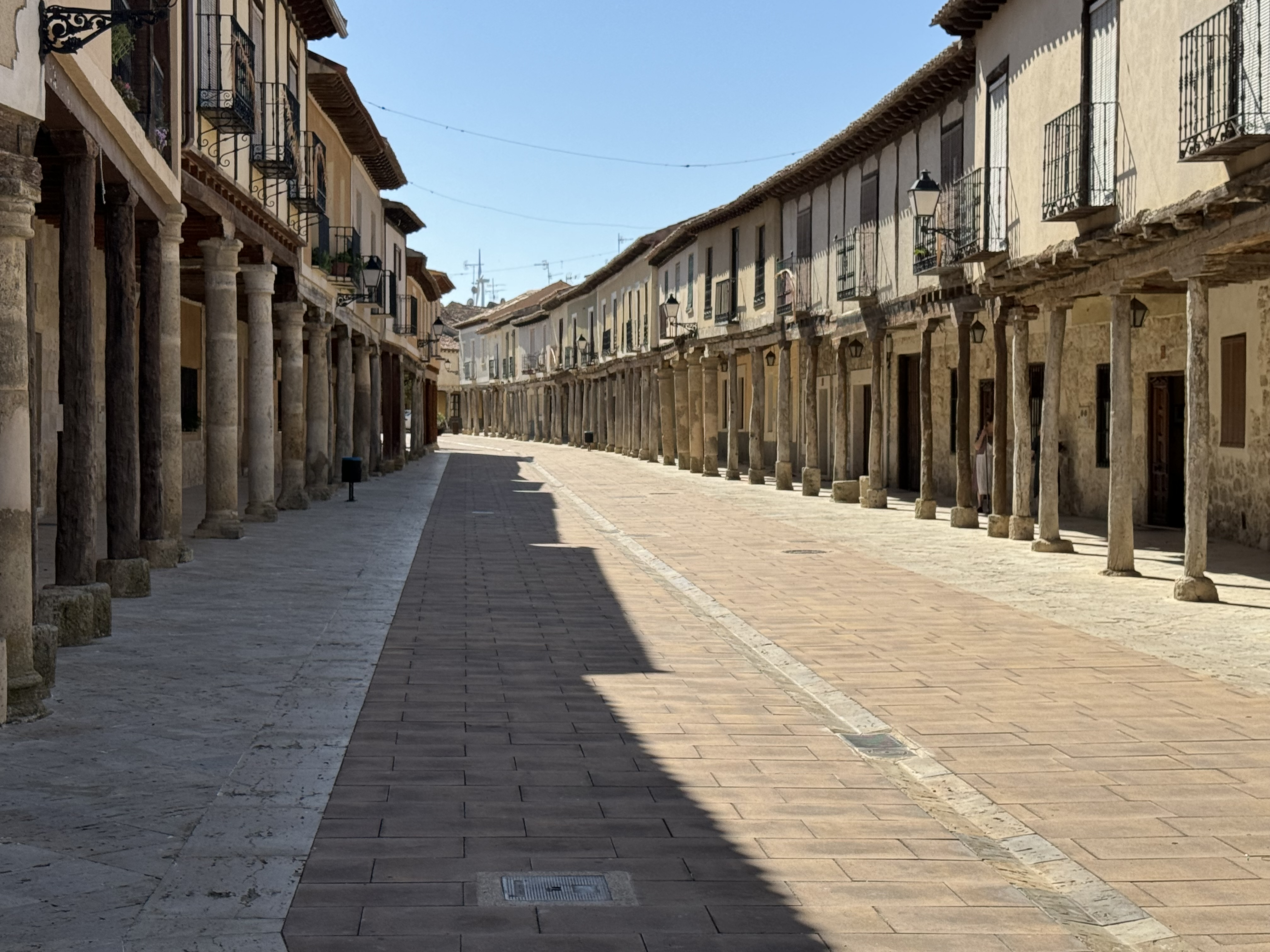
Ampudia (Palencia)

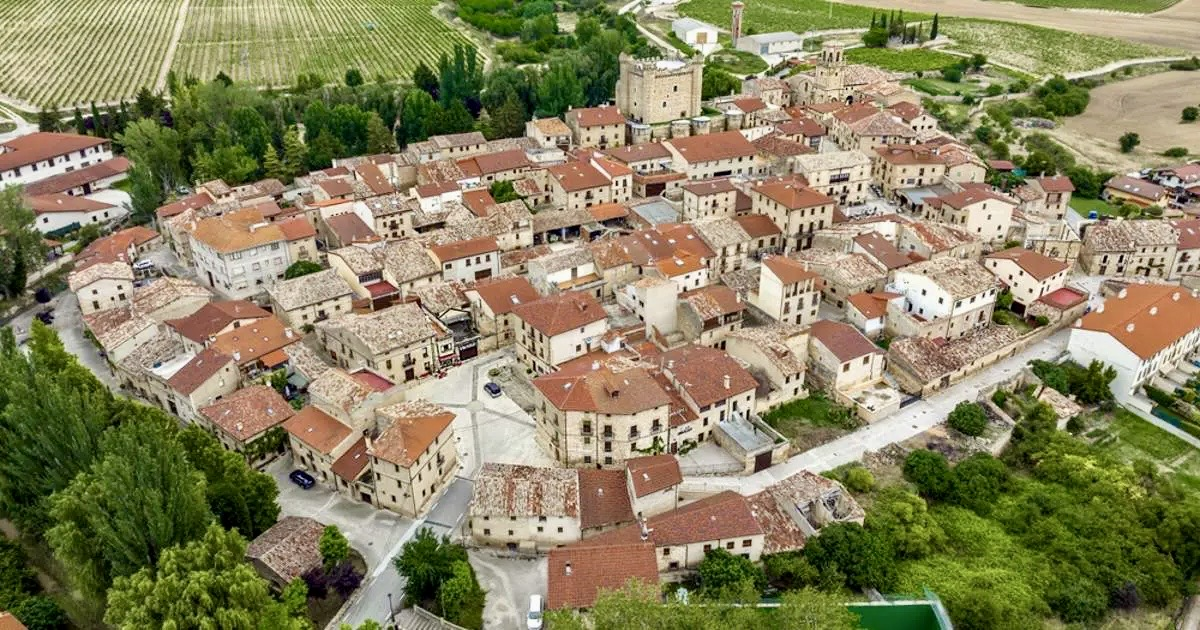
Sajazarra (La Rioja)

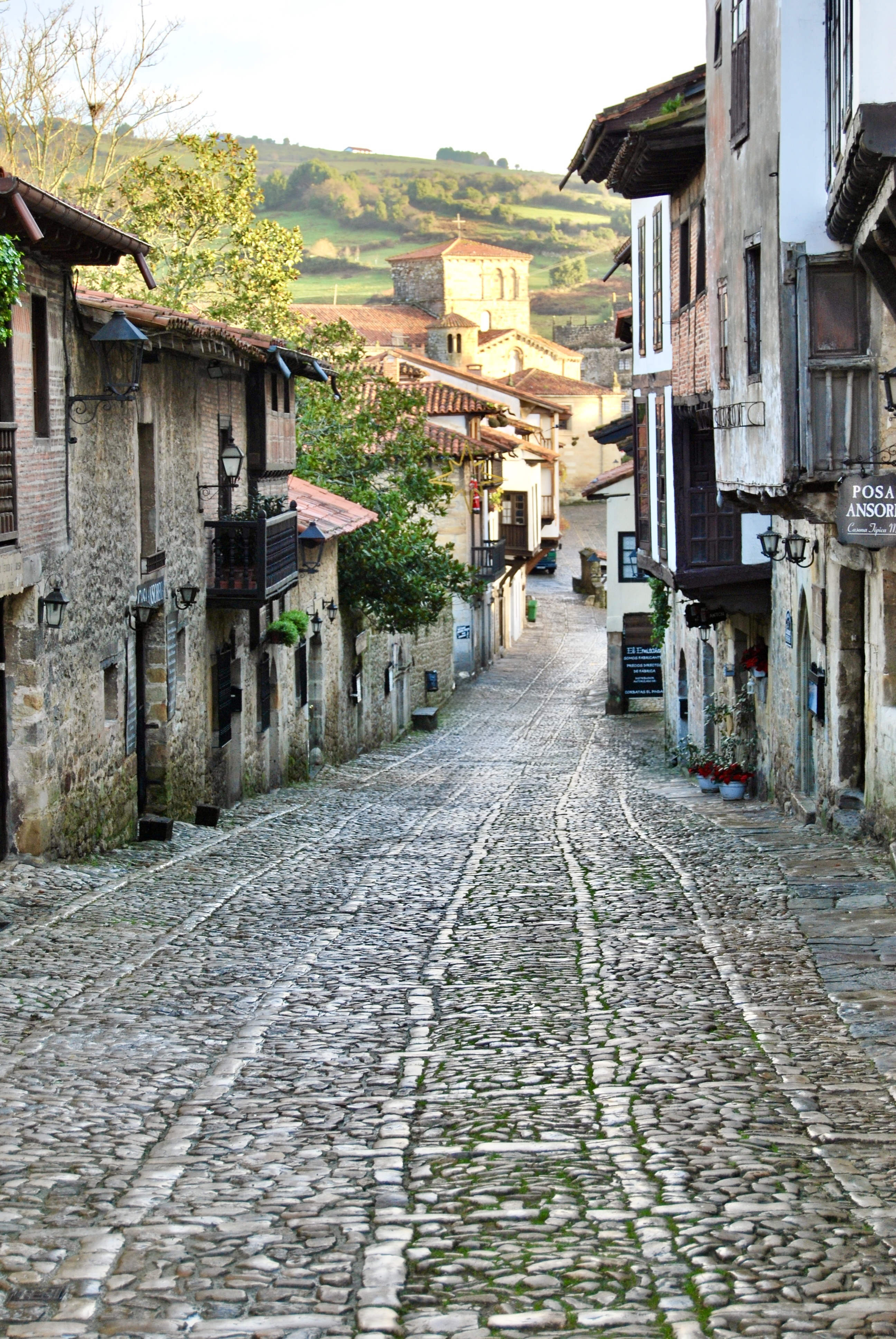
Santillana del mar (Cantabria)

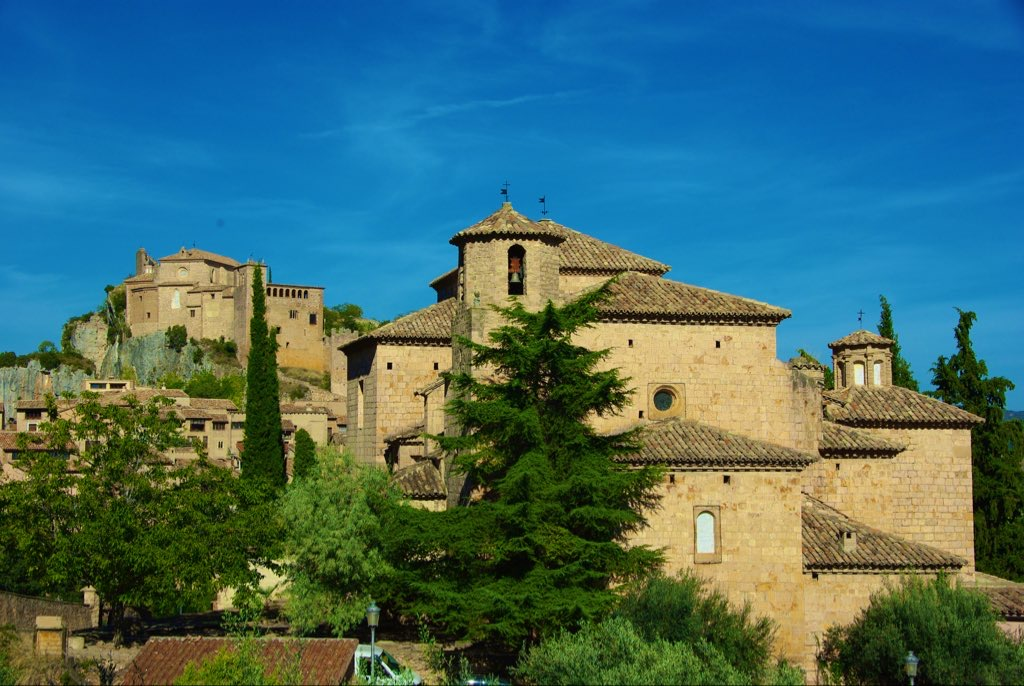
Alquézar (Huesca)

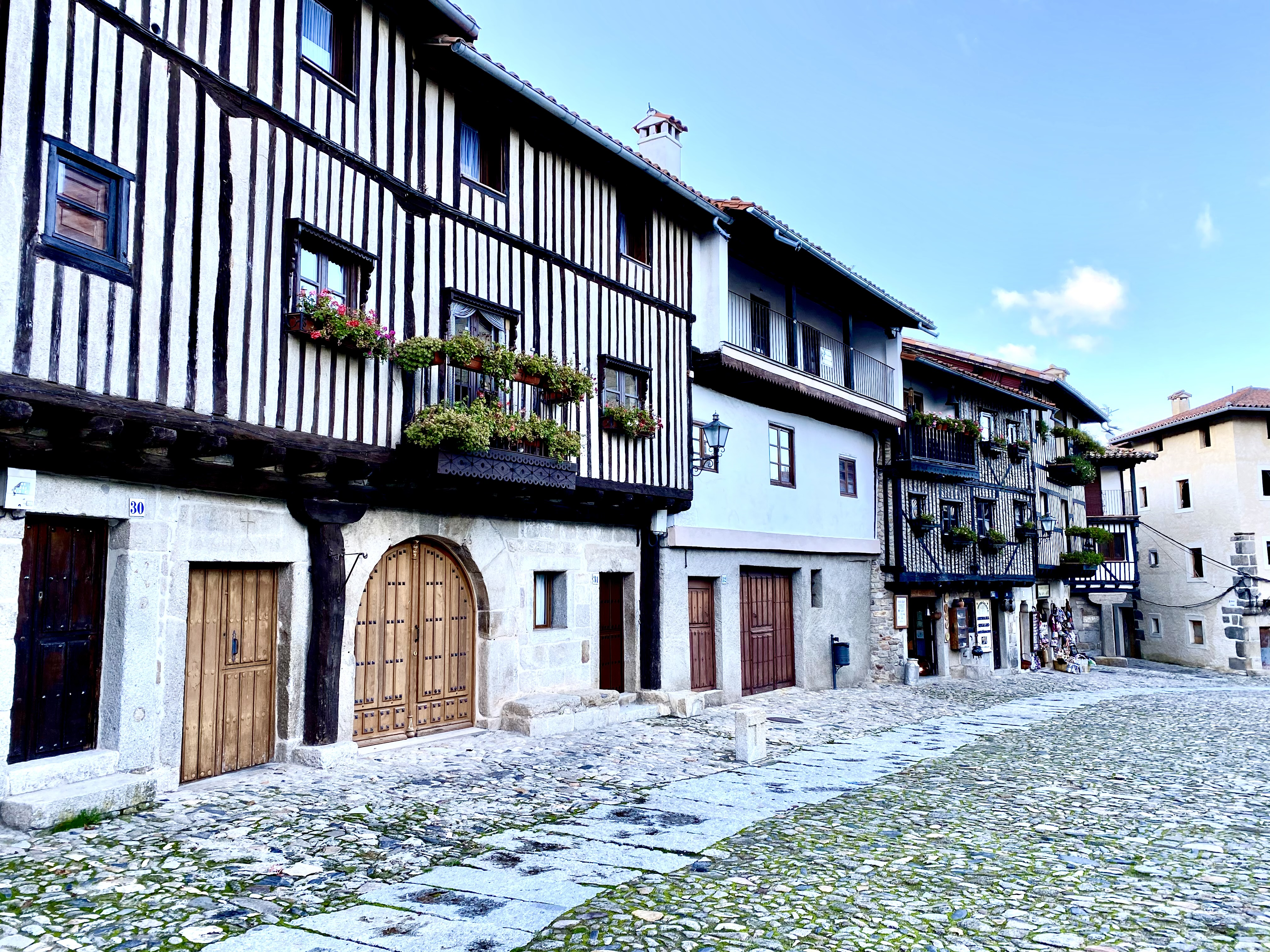
La Alberca (Salamanca)

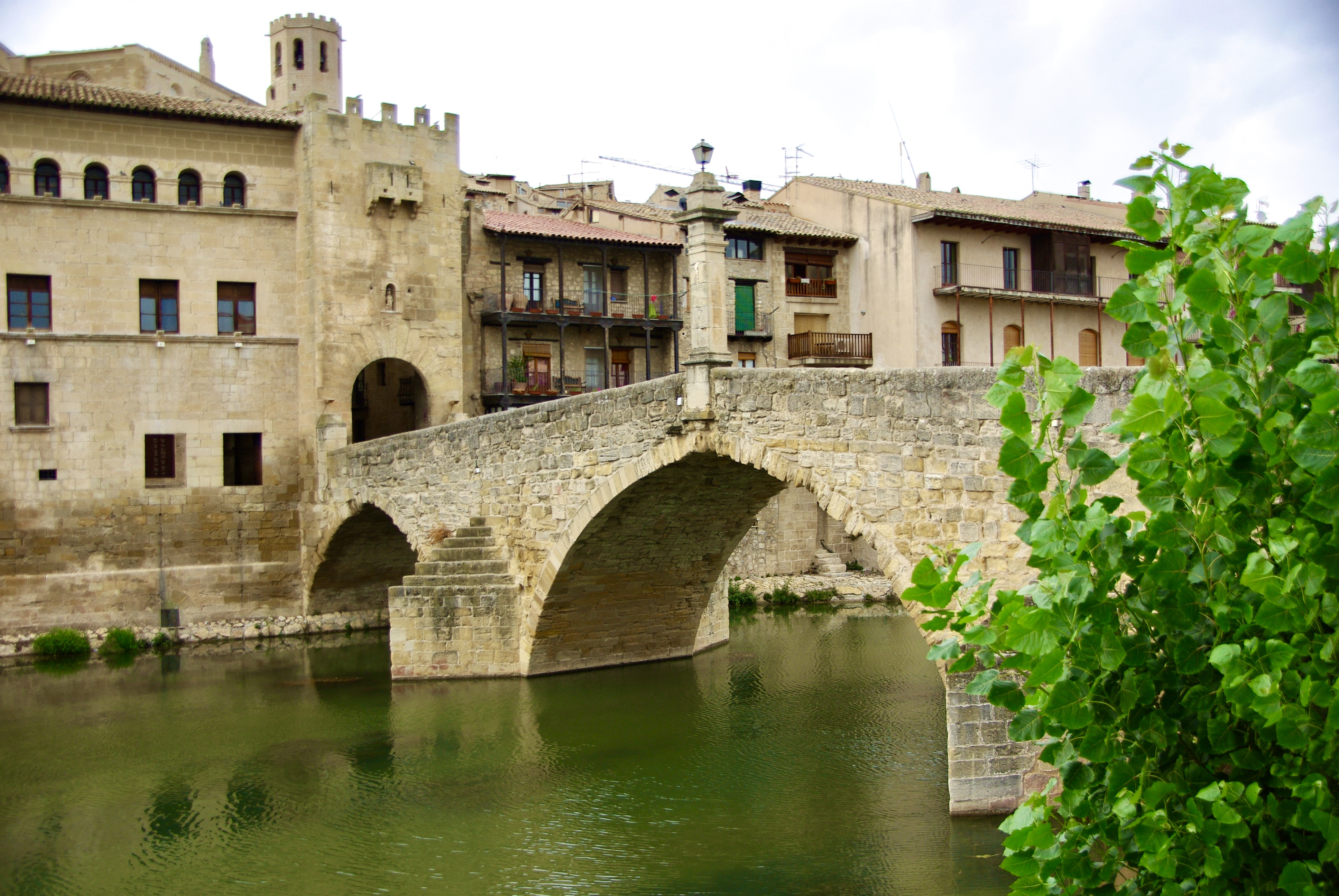
Valderrobres (Teruel)

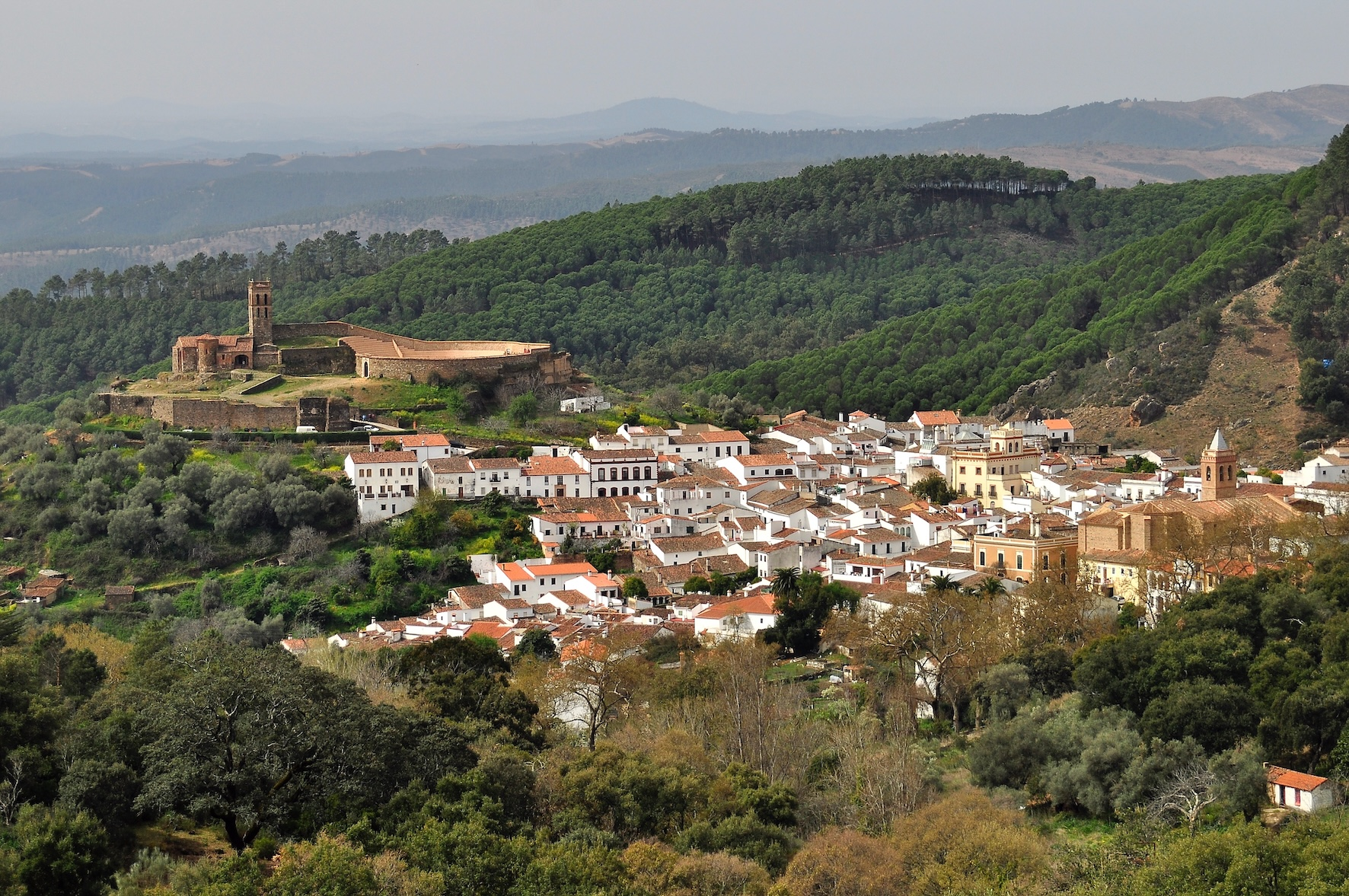
Almonaster la Real (Huelva)

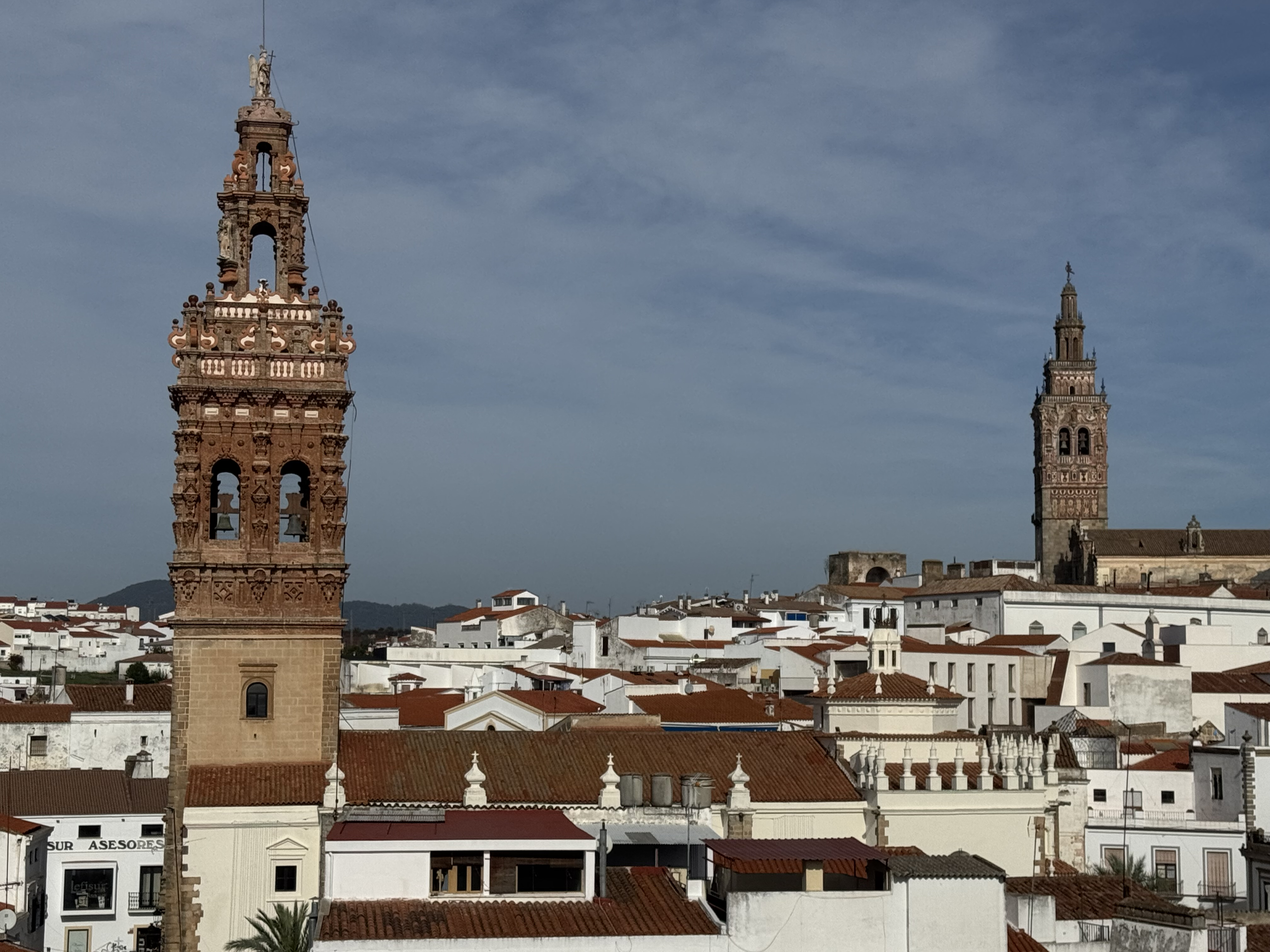
Jerez de los Caballeros (Badajoz)

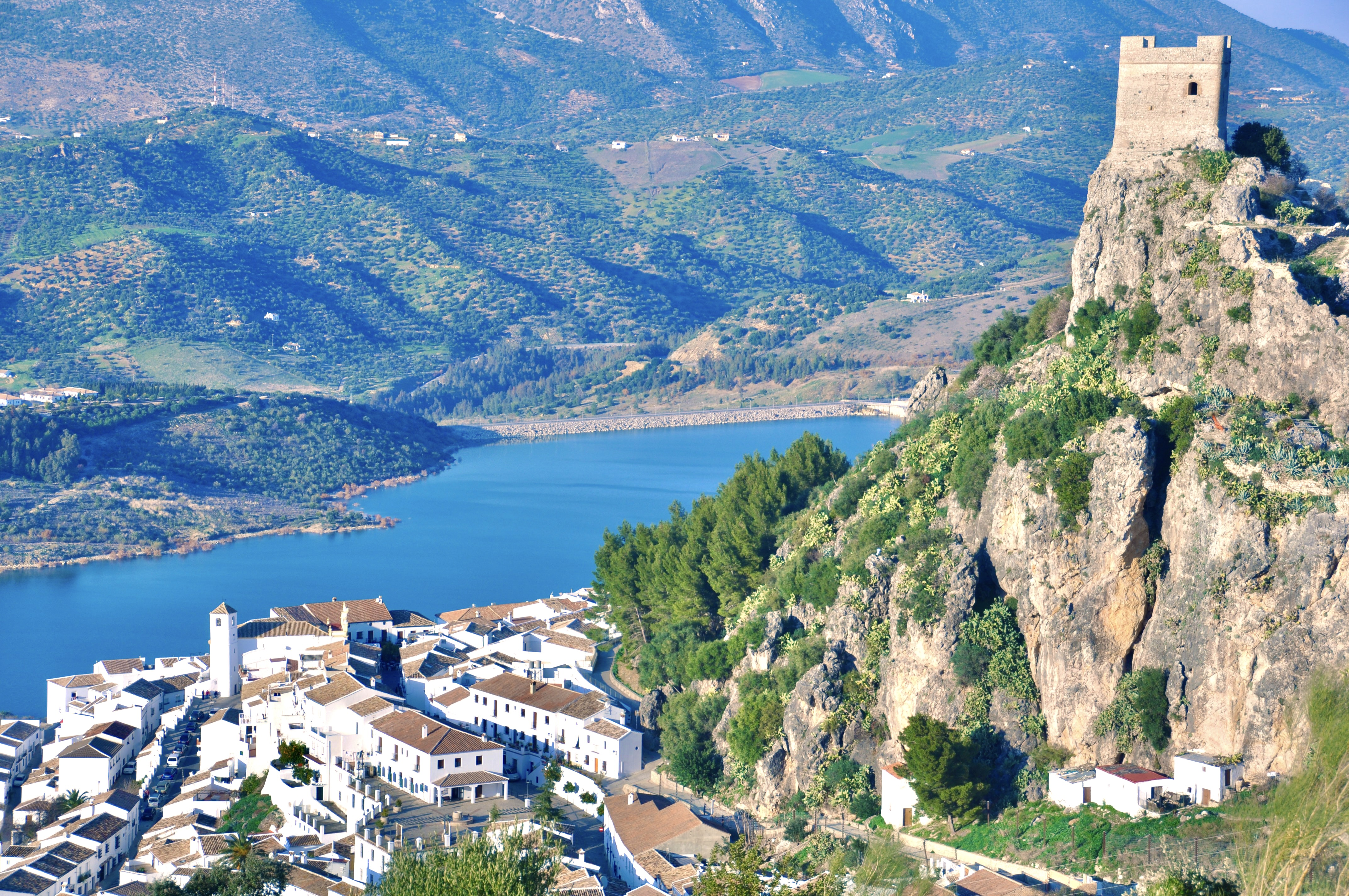
Zahara de la Sierra (Cádiz)

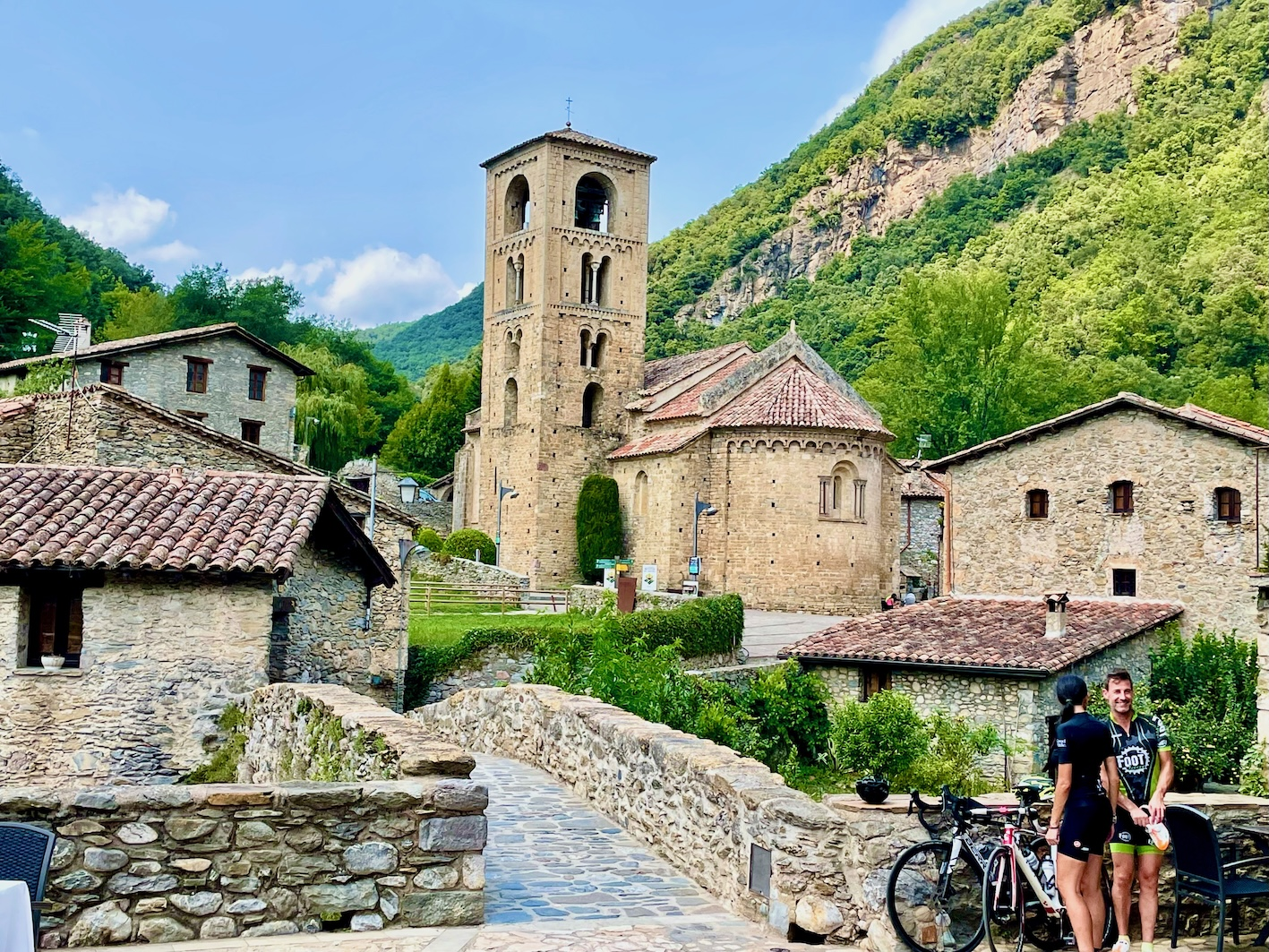
Beget (Girona)

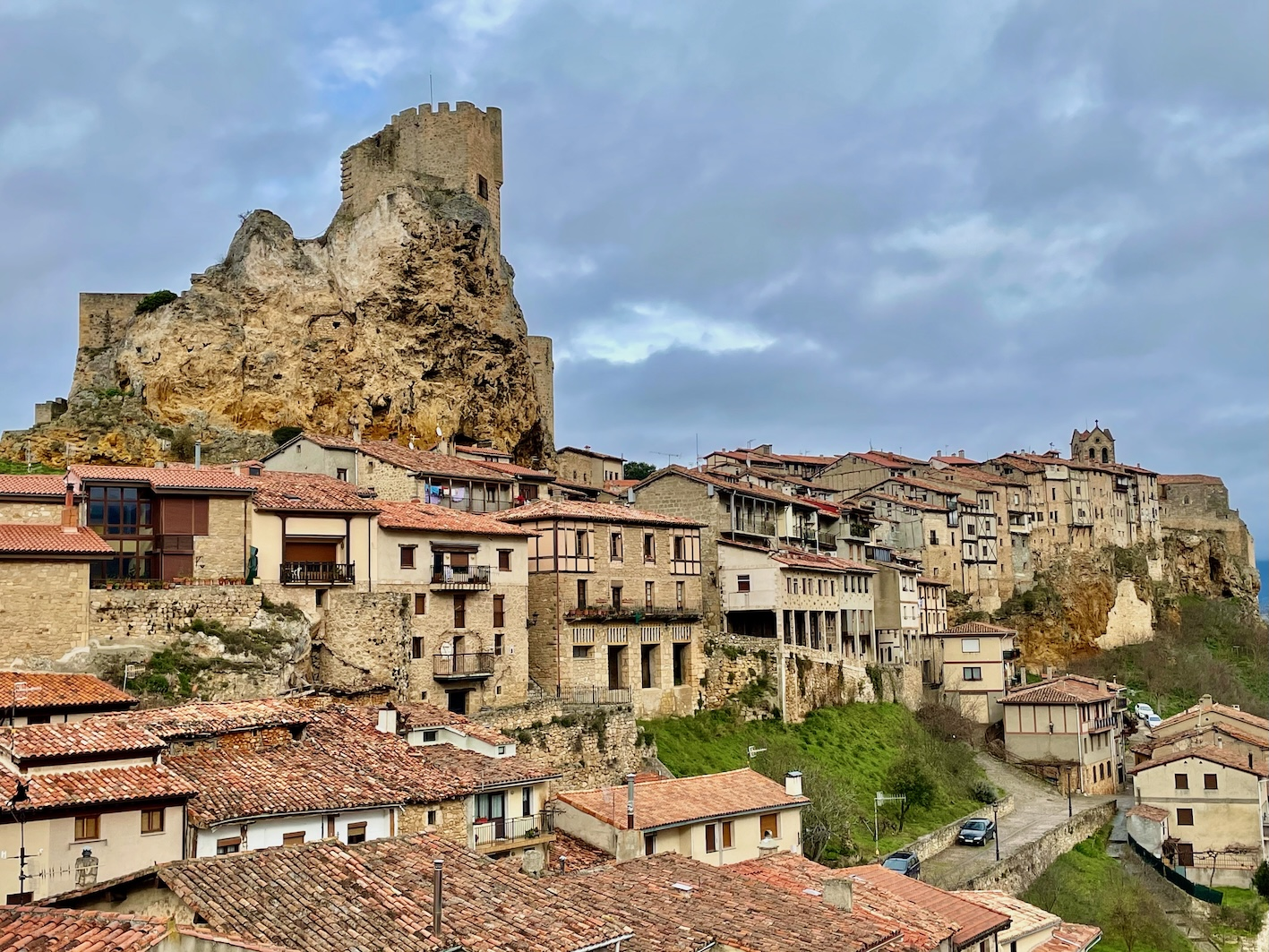
Frías (Burgos)

Cada año esta red ve aumentado su catálogo con nuevas incorporaciones. Este 2025 se incorporan siete pueblos a la lista.
| Comunidad autónoma         | Provincia              | Pueblo                      | Año de incorporación |
| -------------------------- | ---------------------- | --------------------------- | -------------------- |
| Andalucía                  | Almería                | Lucainena de las Torres     | 2013                 |
| Andalucía                  | Almería                | Mojácar                     | 2013                 |
| Andalucía                  | Almería                | Níjar                       | 2019                 |
| Andalucía                  | Cádiz                  | Castellar de la Frontera    | 2020                 |
| Andalucía                  | Cádiz                  | Grazalema                   | 2017                 |
| Andalucía                  | Cádiz                  | Setenil de las Bodegas      | 2019                 |
| Andalucía                  | Cádiz                  | Vejer de la Frontera        | 2014                 |
| Andalucía                  | Cádiz                  | Zahara de la Sierra         | 2018                 |
| Andalucía                  | Córdoba                | Zuheros                     | 2016                 |
| Andalucía                  | Granada                | Bubión                      | 2018                 |
| Andalucía                  | Granada                | Capileira                   | 2017                 |
| Andalucía                  | Granada                | Pampaneira                  | 2013                 |
| Andalucía                  | Granada                | Trevélez                    | 2023                 |
| Andalucía                  | Huelva                 | Almonaster la Real          | 2018                 |
| Andalucía                  | Jaén                   | Baños de la Encina          | 2021                 |
| Andalucía                  | Jaén                   | Segura de la Sierra         | 2018                 |
| Andalucía                  | Málaga                 | Frigiliana                  | 2015                 |
| Andalucía                  | Málaga                 | Genalguacil                 | 2021                 |
| Andalucía                  | Málaga                 | Parauta                     | 2024                 |
| Aragón                     | Huesca                 | Aínsa                       | 2015                 |
| Aragón                     | Huesca                 | Alquézar                    | 2015                 |
| Aragón                     | Huesca                 | Ansó                        | 2015                 |
| Aragón                     | Huesca                 | Roda de Isábena             | 2019                 |
| Aragón                     | Teruel                 | Albarracín                  | 2013                 |
| Aragón                     | Teruel                 | Calaceite                   | 2013                 |
| Aragón                     | Teruel                 | Cantavieja                  | 2014                 |
| Aragón                     | Teruel                 | La Fresneda                 | 2025                 |
| Aragón                     | Teruel                 | Linares de Mora             | 2025                 |
| Aragón                     | Teruel                 | Mirambel                    | 2018                 |
| Aragón                     | Teruel                 | Puertomingalvo              | 2013                 |
| Aragón                     | Teruel                 | Rubielos de Mora            | 2013                 |
| Aragón                     | Teruel                 | Valderrobres                | 2013                 |
| Aragón                     | Zaragoza               | Anento                      | 2015                 |
| Aragón                     | Zaragoza               | Sos del Rey Católico        | 2016                 |
| Asturias                   | Asturias               | Bulnes                      | 2021                 |
| Asturias                   | Asturias               | Cudillero                   | 2021                 |
| Asturias                   | Asturias               | Lastres                     | 2014                 |
| Asturias                   | Asturias               | Tazones                     | 2019                 |
| Asturias                   | Asturias               | Torazo                      | 2016                 |
| Baleares                   | Baleares               | Alcudia                     | 2020                 |
| Baleares                   | Baleares               | Fornaluch                   | 2017                 |
| Baleares                   | Baleares               | Pollensa                    | 2020 - 2024          |
| Canarias                   | Las Palmas             | Betancuria                  | 2020                 |
| Canarias                   | Las Palmas             | Teguise                     | 2020                 |
| Canarias                   | Las Palmas             | Tejeda                      | 2015                 |
| Canarias                   | Santa Cruz de Tenerife | Agulo                       | 2021                 |
| Canarias                   | Santa Cruz de Tenerife | Garachico                   | 2021                 |
| Cantabria                  | Cantabria              | Bárcena Mayor               | 2015                 |
| Cantabria                  | Cantabria              | Carmona                     | 2019                 |
| Cantabria                  | Cantabria              | Comillas                    | 2024                 |
| Cantabria                  | Cantabria              | Liérganes                   | 2016                 |
| Cantabria                  | Cantabria              | Mogrovejo                   | 2020                 |
| Cantabria                  | Cantabria              | Potes                       | 2019                 |
| Cantabria                  | Cantabria              | Santillana del Mar          | 2013                 |
| Castilla-La Mancha         | Albacete               | Alcalá del Júcar            | 2014                 |
| Castilla-La Mancha         | Albacete               | Letur                       | 2025                 |
| Castilla-La Mancha         | Ciudad Real            | Almagro                     | 2015                 |
| Castilla-La Mancha         | Ciudad Real            | Villanueva de los Infantes  | 2017                 |
| Castilla-La Mancha         | Guadalajara            | Atienza                     | 2020                 |
| Castilla-La Mancha         | Guadalajara            | Hita                        | 2017                 |
| Castilla-La Mancha         | Guadalajara            | Pastrana                    | 2020                 |
| Castilla-La Mancha         | Guadalajara            | Valverde de los Arroyos     | 2013                 |
| Castilla y León            | Ávila                  | Bonilla de la Sierra        | 2019                 |
| Castilla y León            | Burgos                 | Caleruega                   | 2017                 |
| Castilla y León            | Burgos                 | Castrojeriz                 | 2023                 |
| Castilla y León            | Burgos                 | Covarrubias                 | 2017                 |
| Castilla y León            | Burgos                 | Frías                       | 2014                 |
| Castilla y León            | Burgos                 | Lerma                       | 2018                 |
| Castilla y León            | Burgos                 | Poza de la Sal              | 2025                 |
| Castilla y León            | Burgos                 | Puentedey                   | 2022                 |
| Castilla y León            | León                   | Castrillo de los Polvazares | 2020                 |
| Castilla y León            | León                   | Molinaseca                  | 2021                 |
| Castilla y León            | León                   | Peñalba de Santiago         | 2016                 |
| Castilla y León            | Palencia               | Ampudia                     | 2024                 |
| Castilla y León            | Salamanca              | Candelario                  | 2015                 |
| Castilla y León            | Salamanca              | Ciudad Rodrigo              | 2016                 |
| Castilla y León            | Salamanca              | La Alberca                  | 2014                 |
| Castilla y León            | Salamanca              | Ledesma                     | 2018                 |
| Castilla y León            | Salamanca              | Miranda del Castañar        | 2017                 |
| Castilla y León            | Salamanca              | Mogarraz                    | 2014                 |
| Castilla y León            | Segovia                | Ayllón                      | 2013                 |
| Castilla y León            | Segovia                | Maderuelo                   | 2013                 |
| Castilla y León            | Segovia                | Pedraza                     | 2014                 |
| Castilla y León            | Segovia                | Sepúlveda                   | 2016                 |
| Castilla y León            | Soria                  | Berlanga de Duero           | 2025                 |
| Castilla y León            | Soria                  | El Burgo de Osma            | 2023                 |
| Castilla y León            | Soria                  | Medinaceli                  | 2013                 |
| Castilla y León            | Soria                  | Monteagudo de las Vicarías  | 2020                 |
| Castilla y León            | Soria                  | Vinuesa                     | 2020                 |
| Castilla y León            | Soria                  | Yanguas                     | 2017                 |
| Castilla y León            | Valladolid             | Urueña                      | 2014                 |
| Castilla y León            | Zamora                 | Puebla de Sanabria          | 2017                 |
| Cataluña                   | Gerona                 | Beget                       | 2021                 |
| Cataluña                   | Lérida                 | Artiés                      | 2023                 |
| Cataluña                   | Lérida                 | Bagerque                    | 2019                 |
| Cataluña                   | Lérida                 | Durro                       | 2023                 |
| Cataluña                   | Lérida                 | Garós                       | 2023                 |
| Comunidad de Madrid        | Madrid                 | Chinchón                    | 2017                 |
| Comunidad de Madrid        | Madrid                 | Nuevo Baztán                | 2021                 |
| Comunidad Valenciana       | Alicante               | Guadalest                   | 2015                 |
| Comunidad Valenciana       | Castellón              | Culla                       | 2020                 |
| Comunidad Valenciana       | Castellón              | Morella                     | 2013                 |
| Comunidad Valenciana       | Castellón              | Peñíscola                   | 2013                 |
| Comunidad Valenciana       | Castellón              | Villafamés                  | 2015                 |
| Extremadura                | Badajoz                | Jerez de los Caballeros     | 2025                 |
| Extremadura                | Badajoz                | Llerena                     | 2025                 |
| Extremadura                | Badajoz                | Olivenza                    | 2020                 |
| Extremadura                | Cáceres                | Guadalupe                   | 2018                 |
| Extremadura                | Cáceres                | Robledillo de Gata          | 2020                 |
| Extremadura                | Cáceres                | San Martín de Trevejo       | 2019                 |
| Extremadura                | Cáceres                | Trevejo                     | 2024                 |
| Extremadura                | Cáceres                | Trujillo                    | 2016-2020 2024       |
| Extremadura                | Cáceres                | Valverde de la Vera         | 2021                 |
| Galicia                    | La Coruña              | Pontemaceira                | 2020                 |
| Galicia                    | Orense                 | Castro Caldelas             | 2018                 |
| Galicia                    | Lugo                   | Mondoñedo                   | 2018                 |
| La Rioja                   | La Rioja               | Briones                     | 2018                 |
| La Rioja                   | La Rioja               | Sajazarra                   | 2017                 |
| La Rioja                   | La Rioja               | Viniegra de Abajo           | 2019                 |
| La Rioja                   | La Rioja               | Viniegra de Arriba          | 2019                 |
| Comunidad Foral de Navarra | Navarra                | Roncal                      | 2021                 |
| Comunidad Foral de Navarra | Navarra                | Ujué                        | 2017                 |
| País Vasco                 | Álava                  | Laguardia                   | 2016                 |